# Saturn IB
Saturn 1B, C-1B
La Saturn IB (ou Saturn 1B), originellement C-1B, est un lanceur lourd américain développé par la National Aeronautics and Space Administration (NASA) pour le programme Apollo. Elle est issue de l'amélioration d'une Saturn I en remplaçant le deuxième étage S-IV par le S-IVB, et le premier étage S-I par son évolution S-IB. La capacité de charge utile en orbite terrestre basse de la Saturn I passait ainsi de 9 tonnes à 18,6 tonnes, ce qui était suffisant pour les premiers essais en vol d'un module de commande et de service Apollo (CSM) à moitié chargé ou d'un module lunaire Apollo (LM) entièrement chargé, avant que la plus grande Saturn V nécessaire aux vols lunaires ne soit prête.
En partageant l'étage supérieur S-IVB, les Saturn IB et Saturn V offraient une interface commune aux vaisseaux spatiaux Apollo. La seule différence majeure était que le S-IVB de la Saturn V ne brûlait qu'une partie de son propergol pour atteindre l'orbite terrestre, de sorte qu'il pouvait être redémarré pour une injection translunaire. Le S-IVB de la Saturn IB avait besoin de la totalité de son ergol pour atteindre l'orbite terrestre.
La Saturn IB a lancé deux vols suborbitaux du CSM sans équipage à une altitude de 162 km, un vol orbital du LM sans équipage et la première mission orbitale du CSM avec équipage (initialement prévu sur Apollo 1, puis finalement sur Apollo 7 à la suite de la tragédie d'Apollo 1). Elle a également lancé une mission orbitale, AS-203, sans charge utile, afin que le S-IVB dispose de combustible résiduel hydrogène liquide. Cette mission a permis de concevoir la version redémarrable du S-IVB utilisé dans la Saturn V, en observant le comportement de l'hydrogène liquide en apesanteur.
En 1973, l'année qui a suivi la fin du programme lunaire Apollo, trois Saturn IB améliorées (21 tonnes en orbite basse) ont transporté des équipages vers la station spatiale Skylab. En 1975, une dernière Saturn IB a lancé une capsule Apollo du programme Apollo-Soyouz Test Project (ASTP). Une Saturn IB de secours a été assemblée et préparée pour une mission de sauvetage de Skylab (Skylab Rescue), mais n'a jamais volé.
Les Saturn IB restantes dans l'inventaire de la NASA ont été mises au rebut après la mission ASTP, car elles n'avaient plus d'utilité et tous les besoins en matière de transport lourd du programme spatial américain pouvaient être satisfaits par la famille Titan III, moins chère et plus polyvalente, ainsi que par la navette spatiale.

## Historique

### Un lanceur super lourd pour les satellites militaires
Les débuts de la famille de lanceurs spatiaux Saturn sont antérieurs au programme Apollo et à la création de la NASA. Au début de 1957, le département de la Défense (DOD) américain identifie un besoin pour un lanceur lourd, permettant de placer en orbite basse des satellites de reconnaissance et de télécommunications pesant jusqu'à 18 tonnes. À cette époque, les lanceurs américains les plus puissants en cours de développement peuvent tout au plus lancer 1,5 tonne en orbite basse, car ils dérivent de missiles balistiques beaucoup plus légers que leurs homologues soviétiques. En 1957, Wernher von Braun et son équipe d'ingénieurs, venus comme lui d'Allemagne, travaillent à la mise au point des missiles Redstone et Jupiter au sein de l'Army Ballistic Missile Agency (ABMA), un service de l'Armée de terre situé à Huntsville (Alabama). Cette dernière lui demande de concevoir un lanceur permettant de répondre à la demande du DOD. Von Braun propose un engin, qu'il baptise « Super-Jupiter », dont le premier étage, constitué de 8 étages Redstone regroupés en fagot autour d'un étage Jupiter, fournit les 680 tonnes de poussée nécessaires pour lancer les satellites lourds. La course à l'espace, qui débute fin 1957, décide le DOD, après examen de projets concurrents, à financer en août 1958 le développement de ce nouveau premier étage rebaptisé Juno V puis finalement Saturn (la planète située au-delà de Jupiter). Le lanceur utilise, à la demande du DOD, 8 moteurs-fusées H-1, simple évolution du propulseur utilisé sur la fusée Jupiter, ce qui doit permettre une mise en service rapide.

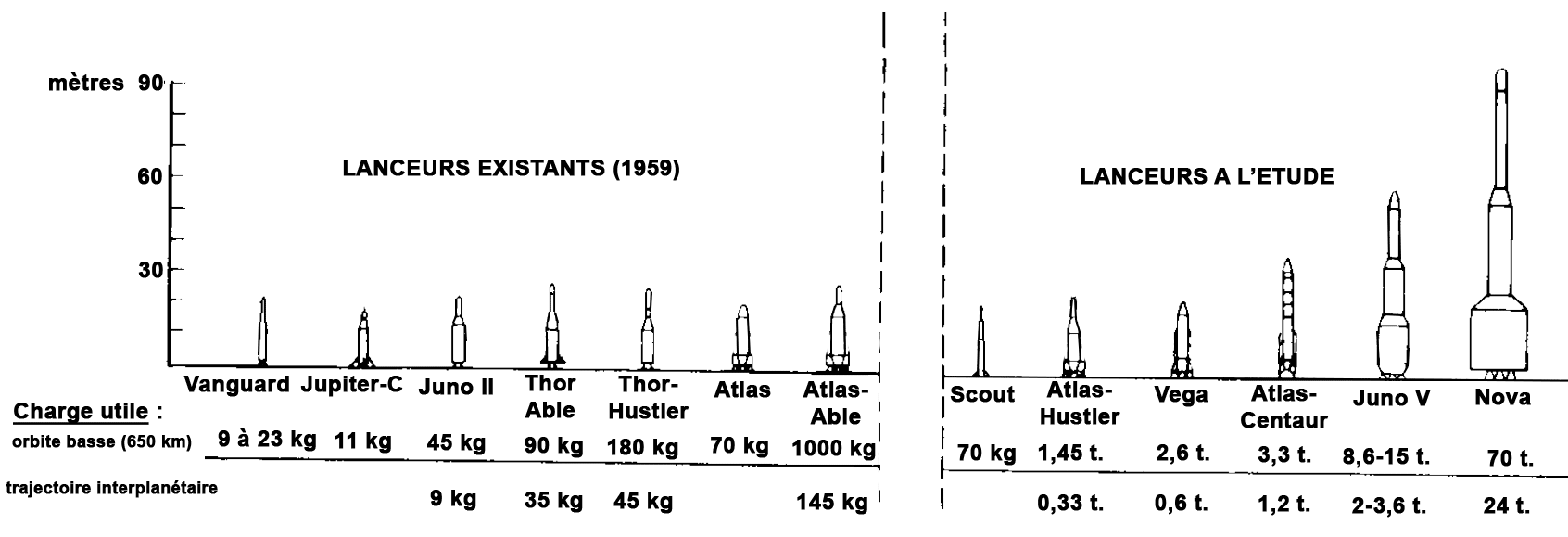
Les lanceurs-américains existants ou à l'étude en 1959

### La récupération du projet Saturn par la NASA
Durant l'été 1958, la NASA, qui vient tout juste d'être créée, identifie le lanceur comme un composant clé de son programme spatial. Mais au début de 1959, le département de la Défense décide d'arrêter ce programme coûteux dont les objectifs sont désormais couverts par d'autres lanceurs en développement. La NASA obtient le transfert en son sein du projet et des équipes de von Braun fin 1959 ; celui-ci est effectif au printemps 1960 et la nouvelle entité de la NASA prend le nom de centre de vol spatial Marshall (George C. Marshall Space Flight Center MSFC).
La question des étages supérieurs du lanceur était jusque-là restée en suspens : l'utilisation d'étages de fusée existants, trop peu puissants et d'un diamètre trop faible, n'était pas satisfaisante. Fin 1959, un comité de la NASA travaille sur l'architecture des futurs lanceurs de la NASA. Son animateur, Abe Silverstein, responsable du centre de recherche Lewis et partisan de la propulsion par des moteurs utilisant le couple hydrogène/oxygène en cours d'expérimentation sur la fusée Atlas-Centaur, réussit à convaincre un von Braun réticent d'en doter les étages supérieurs de la fusée Saturn. Le comité identifie dans son rapport final six configurations de lanceur de puissance croissante (codés A1 à C3) permettant de répondre aux objectifs de la NASA tout en procédant à une mise au point progressive du modèle le plus puissant. Le centre Marshall étudie en parallèle à l'époque un lanceur hors-normes capable d'envoyer une mission vers la Lune : cette fusée, baptisée Nova, est dotée d'un premier étage fournissant 5 300 tonnes de poussée et est capable de lancer une charge de 81,6 tonnes sur une trajectoire interplanétaire.

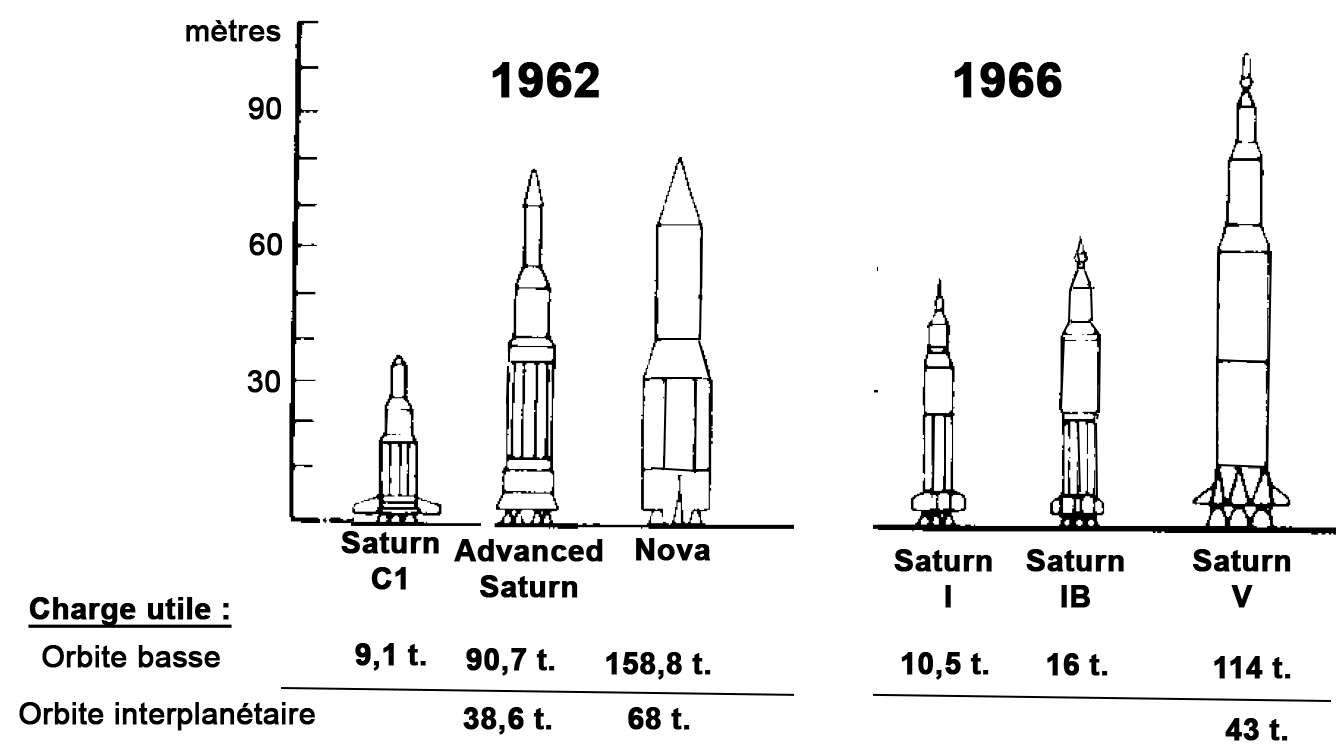
Lanceurs américains envisagés dans le cadre du programme Apollo en 1962 et développés en 1966.

### Les Saturn IB et V dans leurs configurations définitives
Lorsque le président américain John F. Kennedy accède au pouvoir au début de 1961, les configurations du lanceur Saturn sont toujours en cours de discussion, reflétant l'incertitude sur les missions futures de cette famille de fusée. Toutefois, dès juillet 1960, Rocketdyne, sélectionné par la NASA, a démarré les études sur le moteur J-2, consommant le mélange hydrogène et oxygène et d'une poussée de 89 tonnes, retenu pour propulser les étages supérieurs. Le même motoriste travaille depuis 1956, initialement à la demande de l'Armée de l'air, sur l'énorme moteur F-1 (677 tonnes de poussée) retenu pour le premier étage. Fin 1961, la configuration du lanceur super lourd (C-5, futur Saturn V) est figée : le premier étage est propulsé par cinq F-1, le deuxième étage par cinq J-2 et le troisième par un J-2. L'énorme lanceur peut placer 113 tonnes en orbite basse et envoyer 41 tonnes vers la Lune. Deux modèles moins puissants doivent être utilisés durant la première phase du projet :
- la C-1 (ou Saturn I), utilisée pour tester des maquettes des vaisseaux Apollo, est constituée d'un premier étage propulsé par huit moteurs H-1, couronné d'un second étage propulsé par six RL-10 ;
- la C-1B (ou Saturn IB), chargée de qualifier les vaisseaux Apollo en orbite terrestre, est constituée du 1er étage de la S-1 couronné du troisième étage de la C-5.

| Lanceur                                                         | Saturn I                                           | Saturn IB                                                         | Saturn V                                             |
| --------------------------------------------------------------- | -------------------------------------------------- | ----------------------------------------------------------------- | ---------------------------------------------------- |
| Charge utile en orbite basse (LEO) injection vers la Lune (TLI) | 9 t (LEO)                                          | 18,6 t (LEO)                                                      | 140 t (LEO) 47 t (TLI)                               |
| 1er étage                                                       | S-I (poussée 670 t.) 8 moteurs H-1 (LOX/Kérosène)  | S-IB (poussée 670 t.) 8 moteurs H-1 (LOX/Kérosène)                | S-IC (Poussée 3 402 t.) 5 moteurs F-1 (LOX/Kérosène) |
| 2e étage                                                        | S-IV (Poussée 40 t.) 6 RL-10 (LOX/LH2)             | S-IVB (Poussée 89 t.) 1 moteur J-2 (LOX/LH2)                      | S-II (Poussée 500 t.) 5 moteurs J-2 (LOX/LH2)        |
| 3e étage                                                        | -                                                  | -                                                                 | S-IVB (Poussée 100 t.) 1 moteur J-2 (LOX/LH2)        |
| Vols                                                            | 10 (1961-1965) Satellites Pegasus, maquette du CSM | 9 (1966-1975) Qualification CSM, relève Skylab, vol Apollo-Soyouz | 13 (1967-1973) missions lunaires et lancement Skylab |

### Lancement du programme Apollo

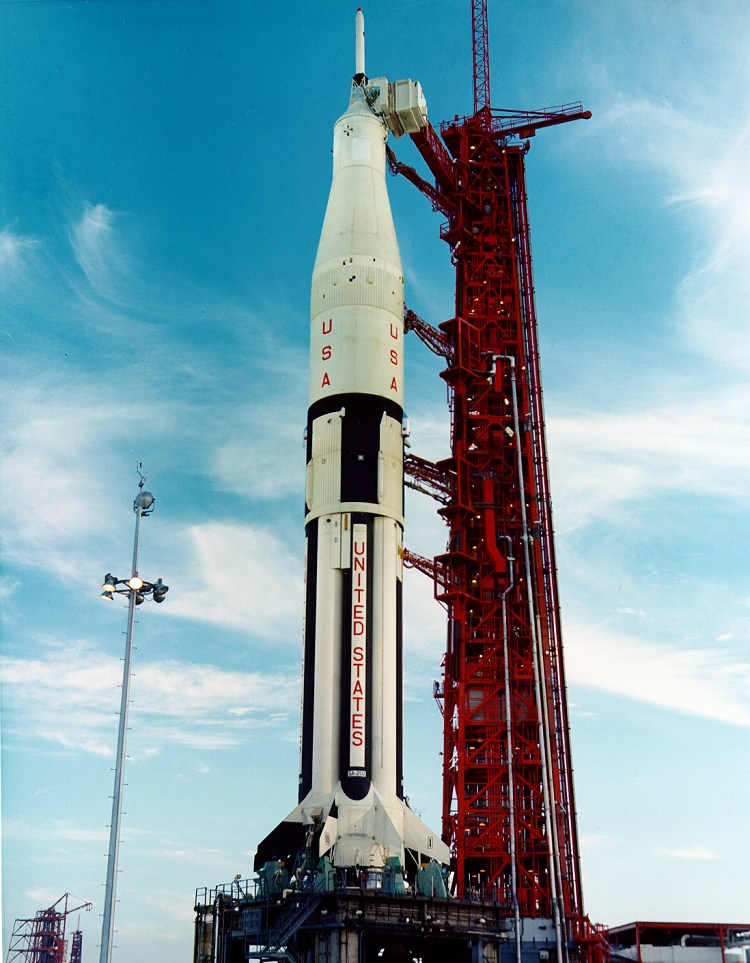
Le lanceur Saturn IB utilise un deuxième étage similaire au dernier étage de la fusée Saturn V.

Le lancement du premier homme dans l'espace par les Soviétiques (Youri Gagarine, le 12 avril 1961) convainc le président Kennedy de la nécessité de disposer d'un programme spatial ambitieux pour récupérer le prestige international perdu. Le vice-président Lyndon B. Johnson, consulté par Kennedy, propose d'envoyer une mission habitée sur la Lune. Le 25 mai 1961, le président annonce devant le Congrès des États-Unis le lancement du programme Apollo, qui doit amener des astronautes américains sur le sol lunaire « avant la fin de la décennie ». La proposition du président reçoit un soutien enthousiaste des élus de tous les horizons politiques ainsi que de l'opinion publique, traumatisés par les succès de l'astronautique soviétique. Le nouveau programme est baptisé Apollo, nom choisi par Abe Silverstein, à l'époque directeur des vols spatiaux habités. Les fonds alloués à la NASA vont passer de 500 millions de dollars, en 1960, à 5,2 milliards de dollars en 1965, date à laquelle son budget atteint son plus haut niveau.

### Développement de la fusée
Pour gagner du temps et de l'argent, la NASA a décidé d'utiliser des moteurs existants pour développer les moteurs du premier étage de Saturn I et IB. Pour cela, il est envisagé d'améliorer le moteur S-3D, propulsant les missiles Jupiter et Thor. Le 11 septembre 1958, la NASA signe un contrat avec Rocketdyne, la société qui a développé et fabriqué le S-3D, pour la conception d'un moteur de 68 tonnes de poussée, le H-1. Ces moteurs devaient être en grappe afin d'obtenir une poussée supérieure à celle que l'on pouvait obtenir avec un seul moteur existant. Le concept de base comprenait quatre moteurs fixes intérieurs et quatre moteurs extérieurs avec des cardans pour assurer le contrôle d'attitude du véhicule. Ce concept a finalement été retenu. Quatre versions du moteur H-1 ont été produites. Les deux plus faibles destinées à la Saturn I, et les deux plus puissantes pour la Saturn IB.
La combinaison de l'oxygène et de l'hydrogène liquides comme propergol pour fusée était très attrayante pour les ingénieurs de la NASA en raison de l'impulsion spécifique élevée, et à la fin de 1959, plusieurs études avaient été menées sur la possibilité de développer des moteurs plus puissants. À l'époque, le nouveau moteur RL-10 n'offrait que 67 kN de poussée (la version actuelle RL-10B-2 utilisée sur le deuxième étage du Delta IV a une poussée de 110 kN), mais pour les missions prévues sur la Lune, une poussée de plusieurs centaines de kilonewtons était nécessaire. Au cours du premier semestre 1960, les anciens membres de la Commission Silverstein ont été convoqués pour sélectionner une entreprise à qui l'on confierait le développement et la production des nouveaux moteurs J-2. En juillet 1960, Rocketdyne a été sélectionnée, et le contrat final a été signé en septembre 1960. La sécurité était la principale préoccupation des concepteurs de Rocketdyne, car il s'agissait du premier moteur puissant conçu pour un vol habité.
Le développement a rapidement démarré et, en novembre, le premier test d'injecteur pour le nouveau moteur a eu lieu. Avant la fin de 1960, Rocketdyne a construit une grande chambre à vide spécialement conçue pour simuler les conditions de l'espace libre. Le développement a fait appel à une méthode alors nouvelle de simulation du fonctionnement du moteur par analyse informatique. En 1961, les travaux ont progressé rapidement et le premier tir d'essai a été effectué en janvier 1962. En juin 1962, la NASA a signé un autre contrat avec Rocketdyne pour poursuivre le développement jusqu'en 1965 et produire 55 moteurs J-2. Au même moment, la NASA annonce son intention de construire un nouveau lanceur à deux étages Saturn C-1B capable de lancer un vaisseau spatial Apollo complet ou le module lunaire lui-même en orbite terrestre basse.
Le deuxième étage S-IVB était basé sur le deuxième étage S-IV de Saturn I. Le contrat de développement du Saturn I original S-IV a été attribué à la Douglas Aircraft Company en avril 1960.4 Cette décision a été prise après un accord conjoint entre l'ABMA et la NASA (l'ABMA n'avait pas encore été pleinement intégrée à la NASA à cette époque). Le choix de Douglas a suscité des critiques car son rival Convair avait plus d'expérience dans le développement de moteurs à hydrogène et disposait déjà de son étage à hydrogène Centaur. Le directeur de la NASA de l'époque, T. Keith Glennan, a justifié qu'il fallait éviter la monopolisation des étages à hydrogène par une même société.
Après l'annonce de l'intention de construire deux nouvelles fusées C-1B et C-5 (Saturn IB et Saturn V), le contrat avec Douglas a été étendu pour inclure le développement et la production d'une nouvelle version de plus grand diamètre de l'étage équipée d'un seul moteur J-2. La version améliorée S-IVB devait être utilisée comme deuxième étage de la Saturn IB et comme troisième étage de la Saturn V. La similitude entre les versions S-IV et S-IVB était considérable et de nombreux composants ont été utilisés directement sur le nouvel étage. La décision de mettre à niveau le deuxième étage du Saturn I était motivée par le désir d'accélérer le programme Apollo en standardisant les composants utilisés. Le concept de mission lunaire, appelé Lunar Orbit Rendez-vous, ou rendez-vous en orbite lunaire, a eu une influence majeure sur la conception finale du S-IVB. Pour cette mission, le vaisseau spatial devait être amené sur une orbite de stationnement, y rester pendant quatre à cinq heures, puis effectuer un second allumage et le diriger vers une injection trans-lunaire. Cette tâche, cependant, appartenait à Saturn V. La Saturn IB avait pour mission de transporter le vaisseau spatial Apollo sans le module lunaire uniquement jusqu'à l'orbite terrestre basse pendant les vols d'essai. Par conséquent, il n'était pas nécessaire de procéder à un second allumage, et la version Saturn IB a été allégée par l'ajout de cylindres d'hélium, qui ont été utilisés pour pressuriser les réservoirs dans un environnement en apesanteur.

### Saturn IB menacé par Titan IIIC

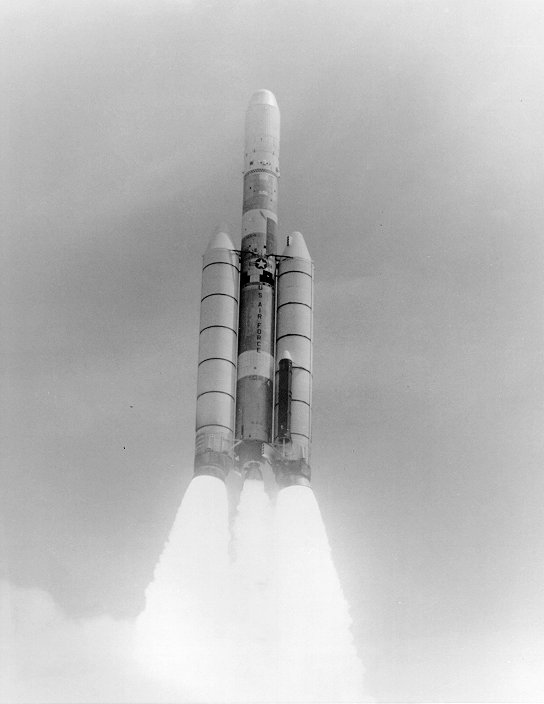
La Titan IIIC.

Titan IIIC est un lanceur dont le premier vol a eu lieu en 1965, sous la direction de l'US Air Force. L'armée déclare que chaque lancement de Titan IIIC ne coûte que 9 millions de dollars, contre 18 millions de dollars pour la Saturn IB. Cependant, la Saturn IB est plus fiable que le Titan. La NASA exclut le Titan de la mission interplanétaire qu'elle organise en mai 1965, suivi par l'échec de deux Titan IIIC. Néanmoins, l'armée insiste auprès du congrès pour que la NASA utilise son lanceur.

## Caractéristiques techniques

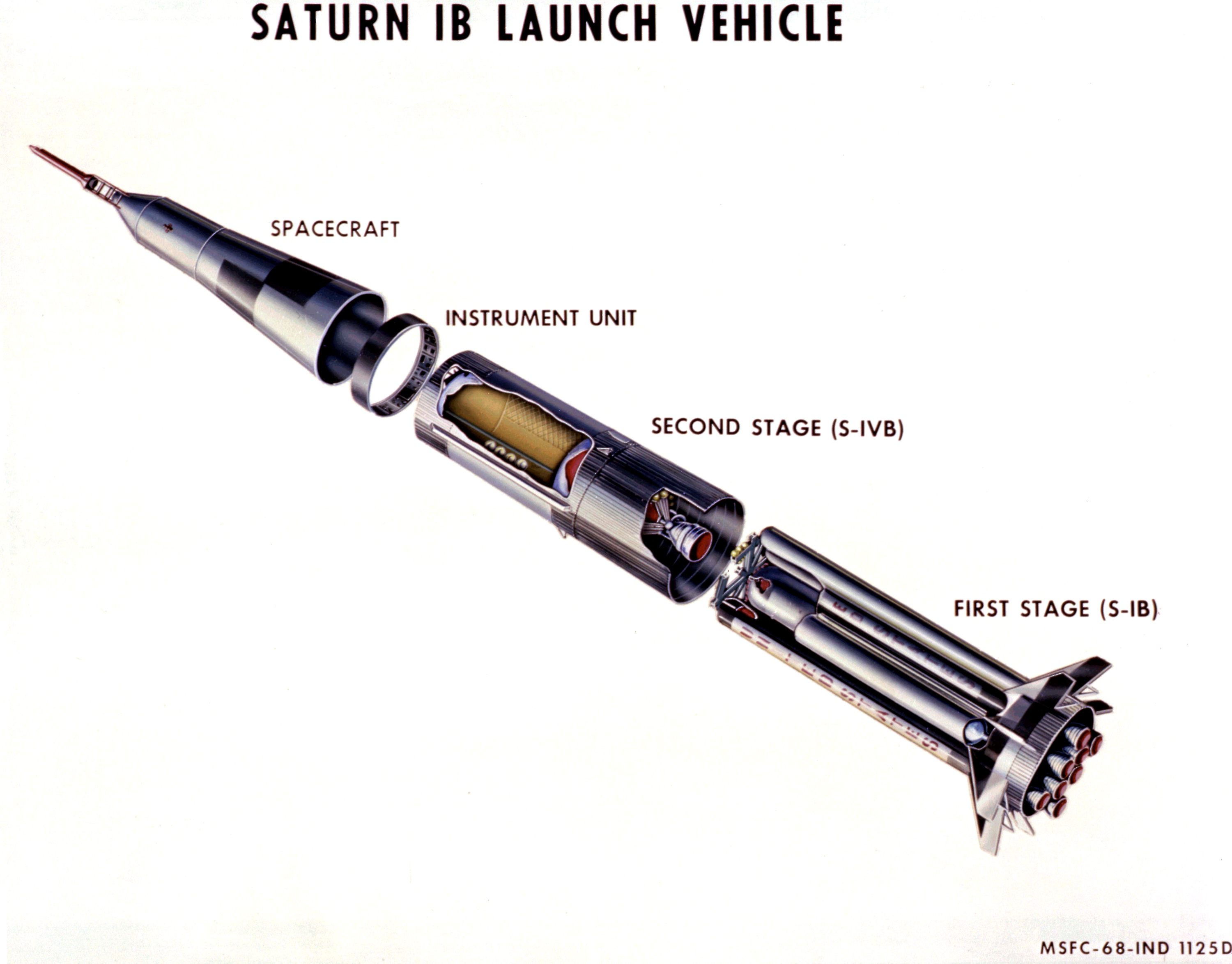
Vue en coupe de la fusée Saturn IB.

### Les étages du lanceur
Le lanceur Saturn IB est composé de deux étages (le S-IB le S-IVB) et une case à équipements située à son sommet. Les deux étages utilisent de l’oxygène liquide (LOx) comme oxydant. Le premier étage utilise du RP-1 comme carburant tandis que le second étage utilise de l’hydrogène liquide comme combustible. L'étage supérieur est équipé de petits moteurs à poudre dits de « tassement » qui ont pour rôle de plaquer les ergols liquides au fond des réservoirs après le largage de l'étage inférieur lorsque le lanceur n'avance plus que par inertie. Il s'agit de permettre un bon fonctionnement des pompes aspirantes lors de la mise à feu des moteurs-fusées de l'étage. Enfin des rétrofusées sont utilisées lors du largage d'un étage pour l'éloigner du lanceur.
| Caractéristique                 | 1er étage                          | 2e étage                     |
| Désignation                     | S-IB                               | S-IVB                        |
| ------------------------------- | ---------------------------------- | ---------------------------- |
| Dimension (longueur × diamètre) | 24,4 x 6,6                         | 18 x 6,6                     |
| Masse avec ergols               | 441 t                              | 120 t                        |
| Masse à vide                    | 42 t                               | 13 t                         |
| Poussée                         | 756 t                              | 103 t                        |
| Durée de fonctionnement         | 155 s                              | 470 s                        |
| Moteurs                         | 8 x H-1                            | 1 x J-2                      |
| ergols                          | Kérosène (RP-1) et oxygène liquide | Hydrogène et oxygène liquide |

#### Le premier étage S-IB
L'étage S-IB est construit par la société Chrysler au centre d’assemblage Michoud, à la Nouvelle-Orléans. Il était propulsé par huit moteurs-fusées Rocketdyne H-1 brûlant du carburant RP-1 avec de l'oxygène liquide (LOx), générant une poussée totale de 1 600 000 livres (725 748 kg) sur les missions AS-201 à 205 (vols d'essais des vaisseaux Apollo) et 1 640 000 livres (743 891 kg) pour les missions Skylab. Huit réservoirs de missile Redstone (quatre contenant du carburant et quatre contenant du LOX) étaient regroupés autour d'un réservoir de missile Jupiter ayant office de réservoir de LOx, ce qui a valu à la fusée le surnom de « Cluster's Last Stand ». Les quatre moteurs extérieurs étaient montés sur des cardans, ce qui permettait de les orienter pour contrôler la fusée. Huit ailettes entourant la structure de poussée de base assuraient la stabilité et le contrôle aérodynamique.
Cet étage faisait 24,4 mètres de haut et 6,6 mètres de diamètre, 12 mètres en incluant les ailettes, et fournissait une poussée de 800 tonnes propulsant la fusée pendant 150 à 155 secondes. Rempli, l'étage pesait 441 tonnes, contre 42 tonnes à vide,.

Premier étage
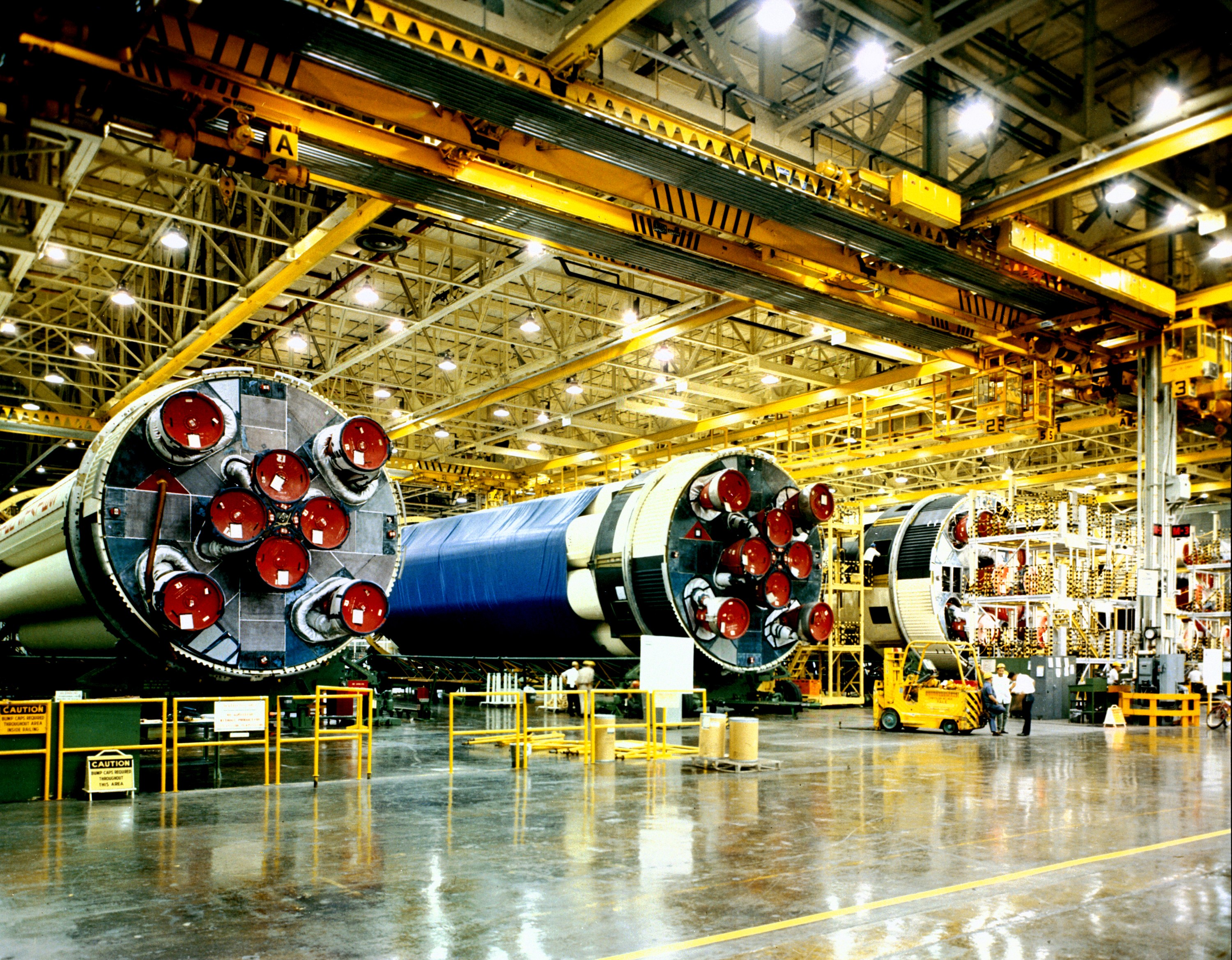
Des S-IB dans leur ligne d'assemblage.
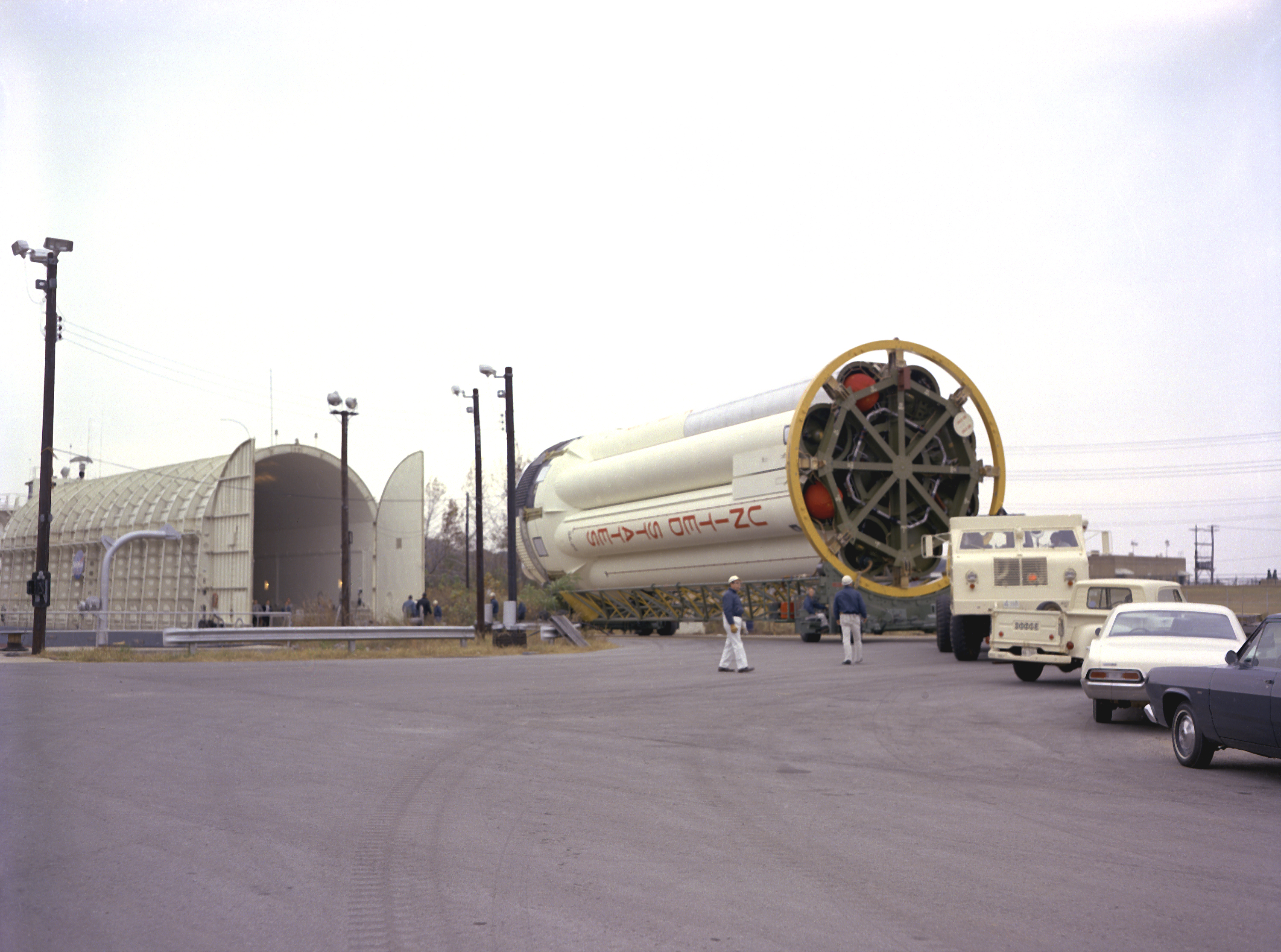
Débarquement d'un S-IB au centre de vol spatial Marshall

#### Le second étage S-IVB
Le second étage S-IVB, désigné « 200 », est presque identique au troisième étage S-IVB « 500 » de la fusée Saturn V mis à part l’adaptateur inter-étages, des modules de commande de propulsion auxiliaire plus petits et de l'absence de la capacité de redémarrage du moteur en orbite. Il est fabriqué par la compagnie Douglas Aircraft dans son établissement de Huntington Beach en Californie.

L'étage est propulsé par un unique moteur J-2, consommant de l'hydrogène liquide (H2) et de l'oxygène liquide (LOx). Le S-IVB dispose d'une structure à cloison commune pour séparer les réservoirs contenant les deux ergols, ce qui permettait de gagner environ dix tonnes et de réduire la longueur du véhicule de plus de 3 mètres. L'étage est long de 18 mètres pour une largeur 6,6 mètres. 

Second étage
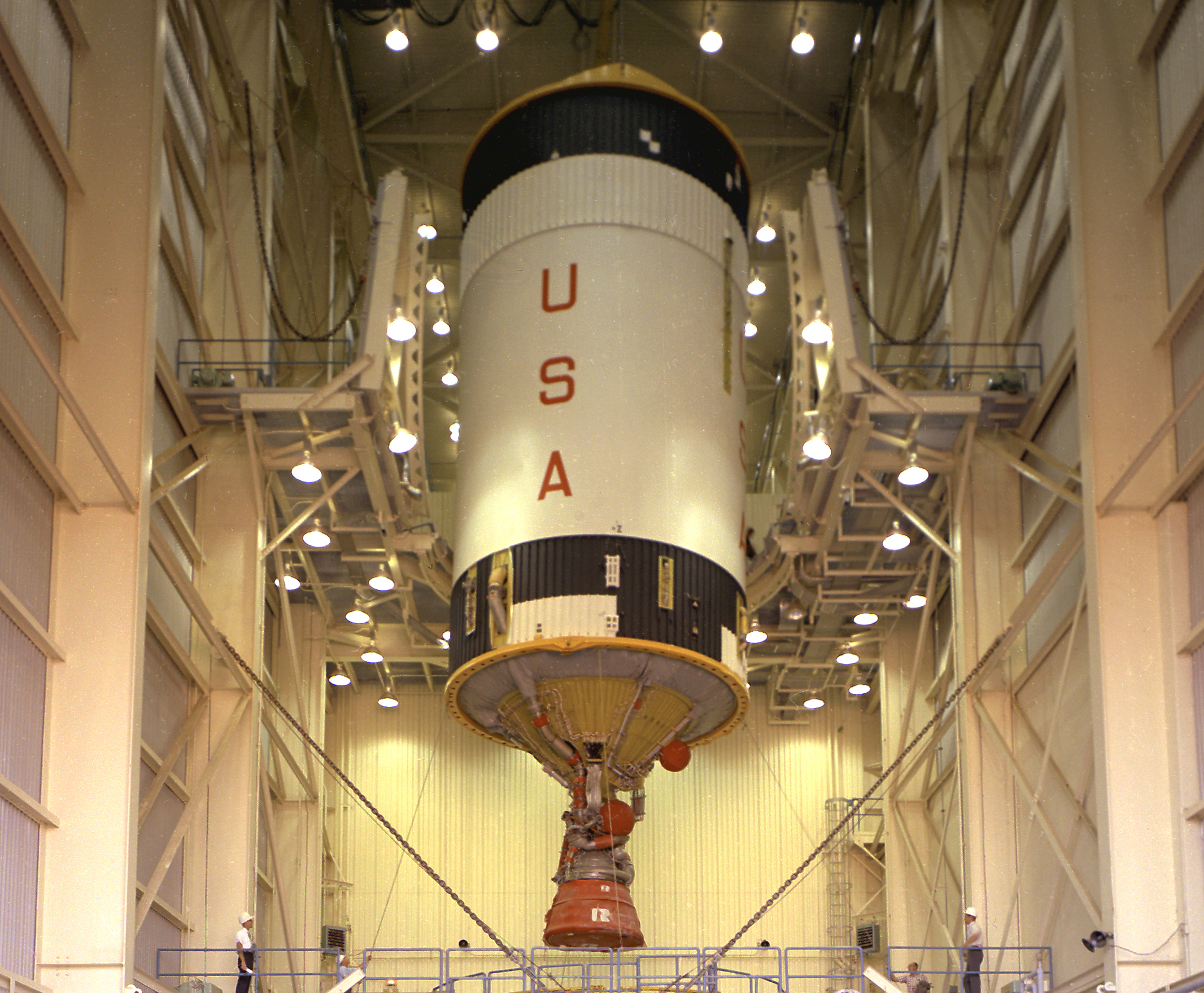
Le S-IVB 206 d'un Saturn IB.
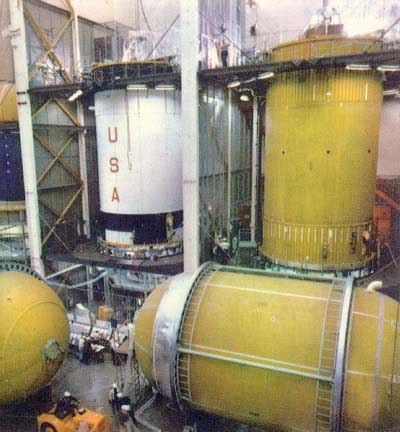
Des S-IVB en fabrication.

### Le moteur H-1
Le premier étage est propulsé par huit H-1, conçu par la société Rocketdyne. Il consomme comme ergols du RP-1, une forme de kérosène raffiné, et de l'oxygène liquide (LOx). Les 4 moteurs internes désignés H-1C, ne peuvent bouger, tandis que les quatre externes H-1D, assistés de vérins hydrauliques, peuvent pivoter pour orienter la fusée. La différence la plus notable entre les deux types de moteurs est la présence d'un « Aspirateur » au bout de la tuyère du H-1D. Le moteur H-1 avait une poussée de 200 000 livres (90 718 kg) sur les missions AS-201 à 205 (vols d'essais des vaisseaux Apollo) et 205 000 livres (92 986 kg) pour les missions Skylab.

Moteur H-1
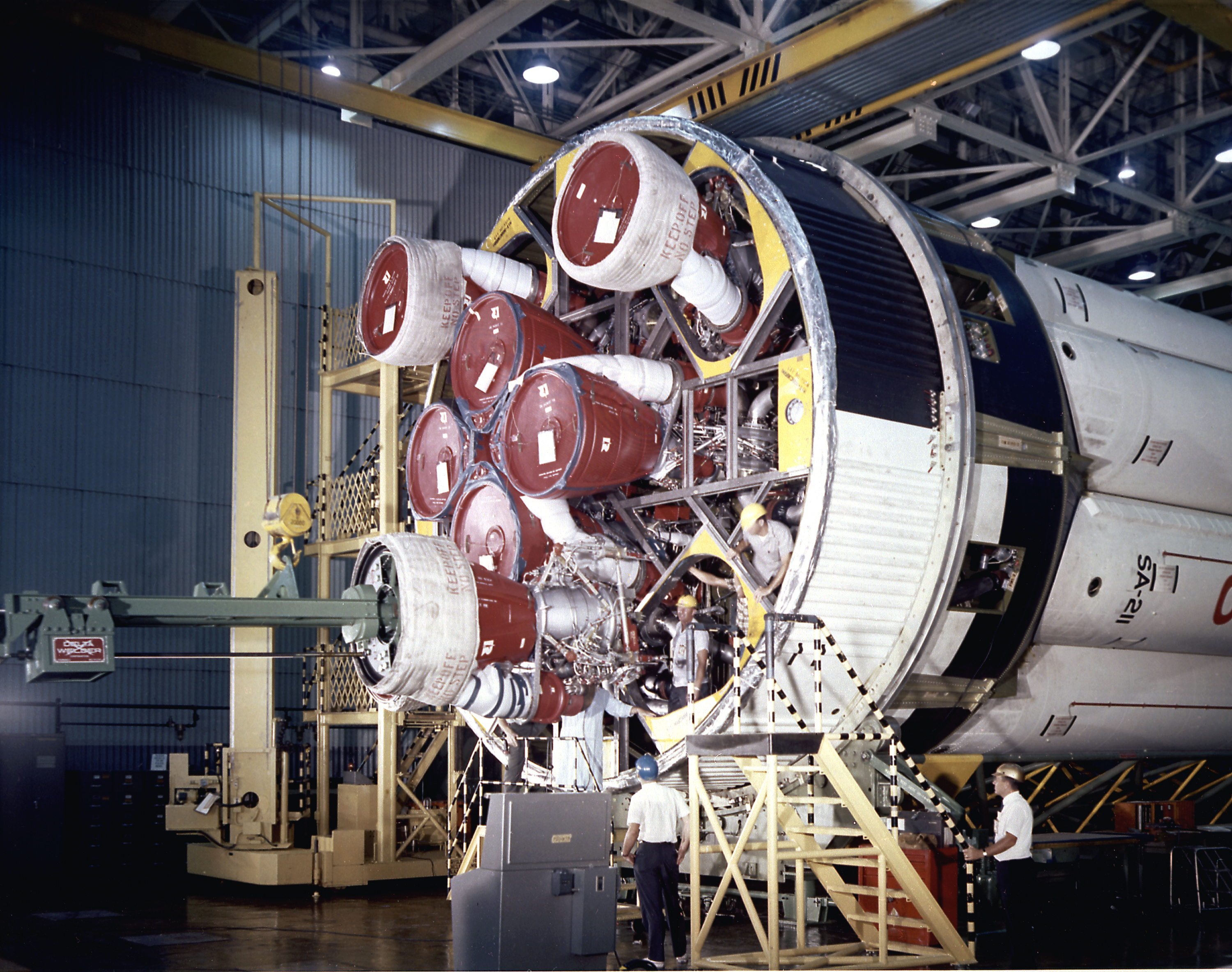
Installation des moteurs H-1 sur le S-IB d'AS-211 (abandonné)
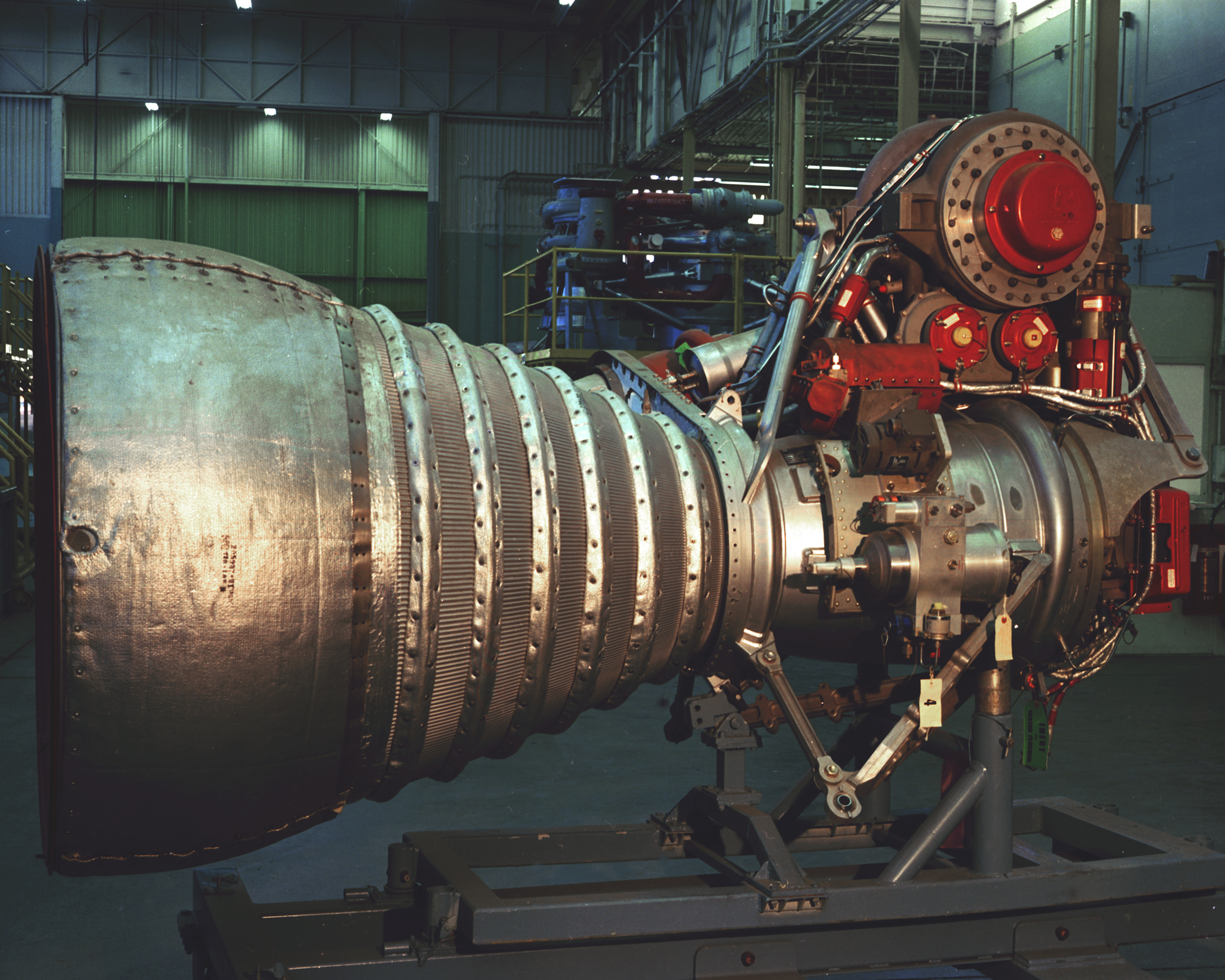
Un H-1D dans les ateliers
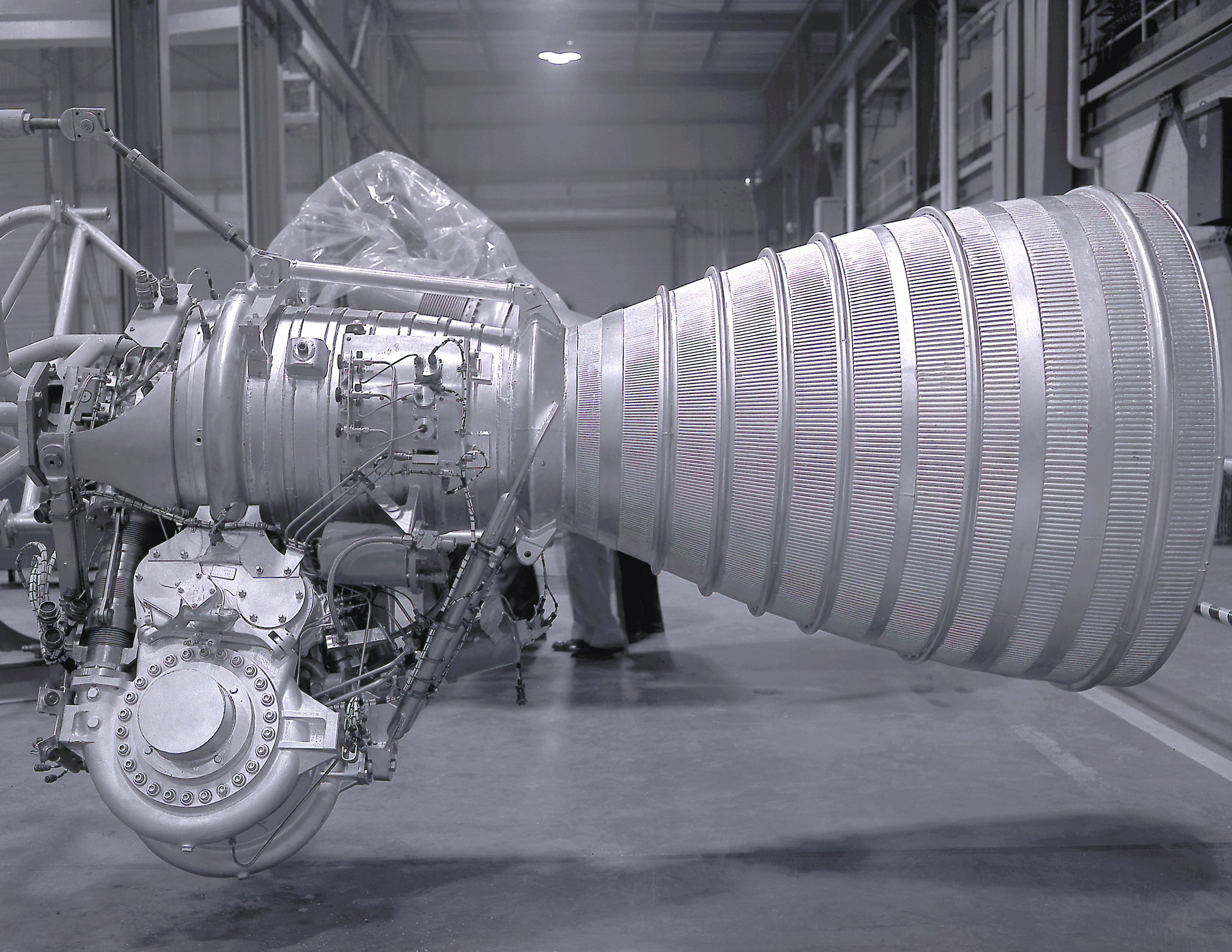
Un H-1C dans les ateliers

### Moteur J-2
Le J-2 est un moteur-fusée fabriqué par la société américaine Rocketdyne qui propulse le deuxième étage S-IVB de la Saturn IB qui est chargé de la satellisation de la charge utile. Le moteur utilise comme ergol de l'hydrogène liquide et de l'oxygène liquide (LOx), et qui possède la capacité de redémarrer en cours de vol. Il génère une poussée dans le vide de 102 tonnes (à partir de SA-204), pour une durée de 500 secondes. Le J-2 équipera également le S-IVB des Saturn V, permettant d'effectuer les injections trans-lunaires grâce à ses reallumages,.

Moteur J-2
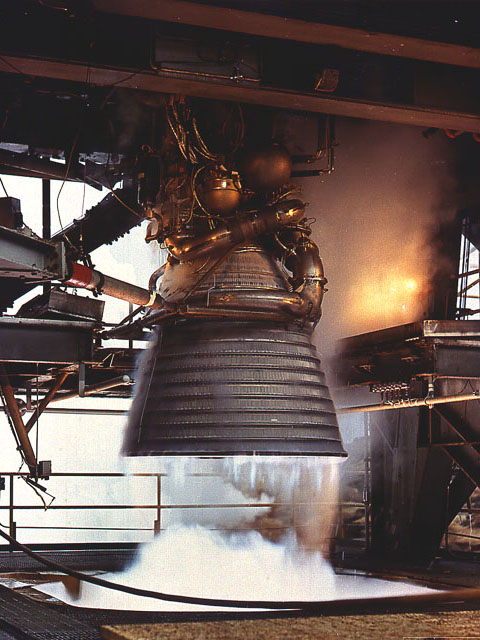
Tir statique d'un J-2
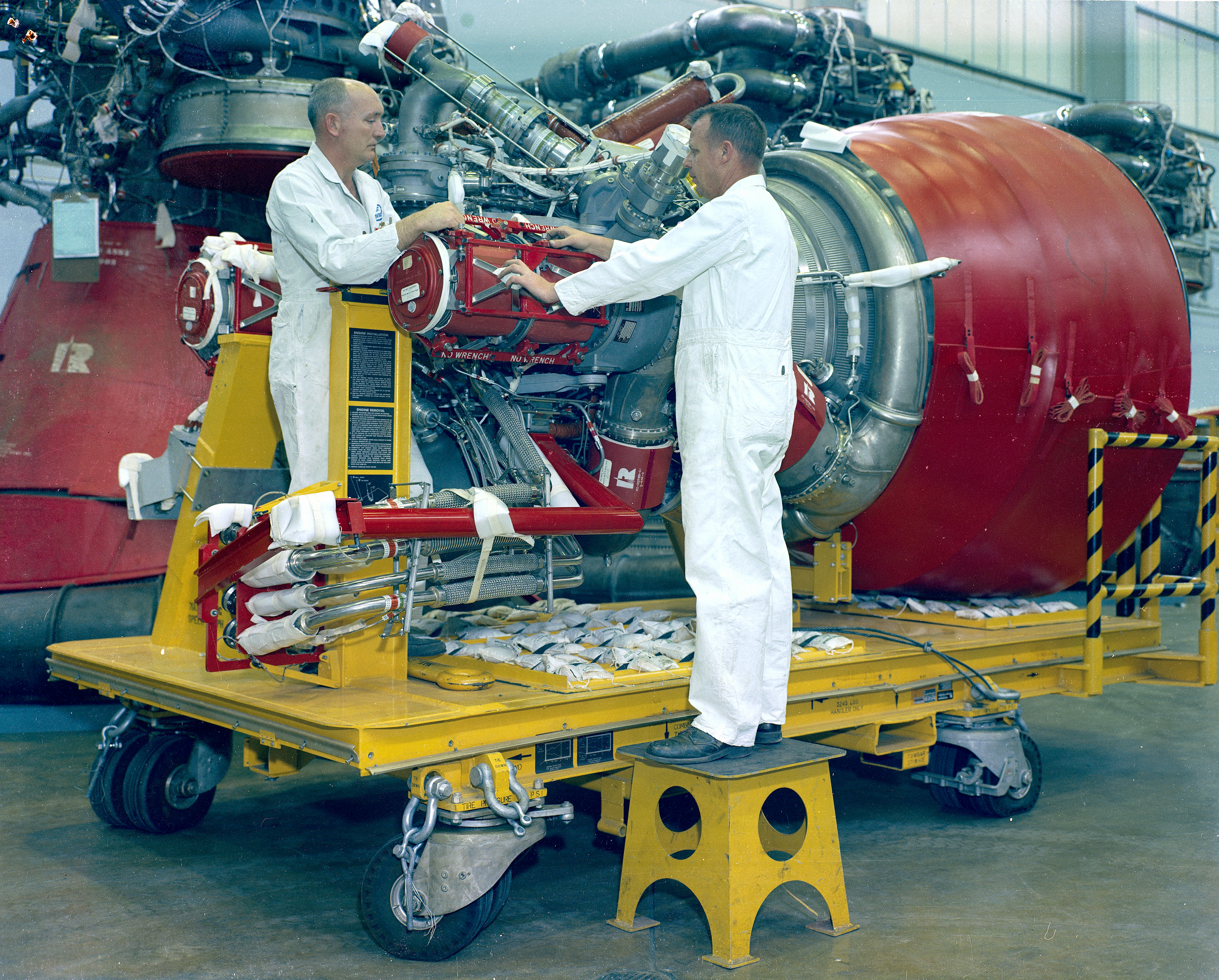
J-2 au Marshall Space Flight Center
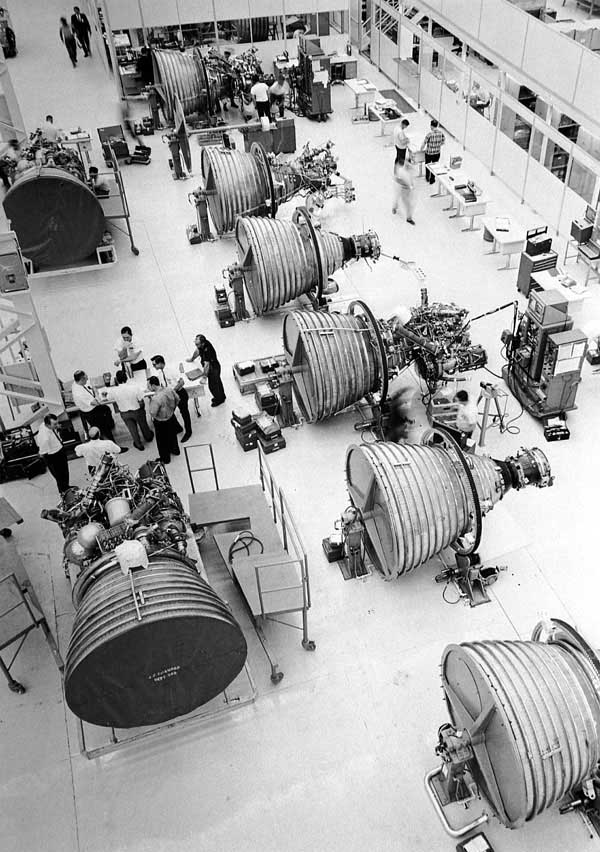
J-2 dans les locaux de Rocketdyne

### Case à équipements
La case à équipements (Instrument Unit ou IU) regroupe les instruments chargés de contrôler et piloter le lanceur Saturn IB durant son vol jusqu'au largage du dernier étage. La Saturn V utilise une version similaire de la case à équipements de la Saturn IB. Les instruments sont accrochés aux parois d'un anneau de 91 cm de haut et de 6,6 mètres de diamètre situé au sommet du 2d étage S-IVB. La structure cylindrique est constituée de feuilles d'aluminium fixées sur un cœur en nid d'abeilles d'aluminium. La structure avec les équipements qui y sont installés a une masse de 1 890 kg. La case à équipements de la Saturn IB est une évolution des versions ultérieures utilisées sur la Saturn I. La case à équipement héberge notamment la centrale à inertie ST-124 type M.

## Les variants abandonnés
- Saturn IB-CE : Version trois étages, elle possède les mêmes étages de base mais a comme étage supplémentaire un Centaur D/E[18].
- Saturn IB-A : Saturn IB à trois étage dont la disposition était pratiquement identique à celle de la Saturn IB-CE, avec des moteurs H-1 améliorés et un étage S-IVB allongé[19].
- Saturn IB-B : Il s'agit d'une amélioration de la Saturn IB utilisant le nouvel étage supérieur MS-IVB-2, propulsé avec le moteur HG-3, développé à partir du S-IVB, et un premier étage S-IB-A amélioré[20].
- Saturn IB-C : Étudié en 1965, l'année même du lancement du programme Gemini, le Saturn IB-C était une Saturn IB ordinaire avec quatre premiers étages de missiles Minuteman utilisés comme propulseurs d'appoint[21].
- Saturn IB-D : Étudiée par la Douglas Aircraft Company en 1965, cette version était constituée d'une Saturn IB entière avec 4 propulseurs d'appoint provenant du Titan 3E. Tous les composants du véhicule ont volé, mais pas ensemble pour ce concept[22].

## Les installations de lancement

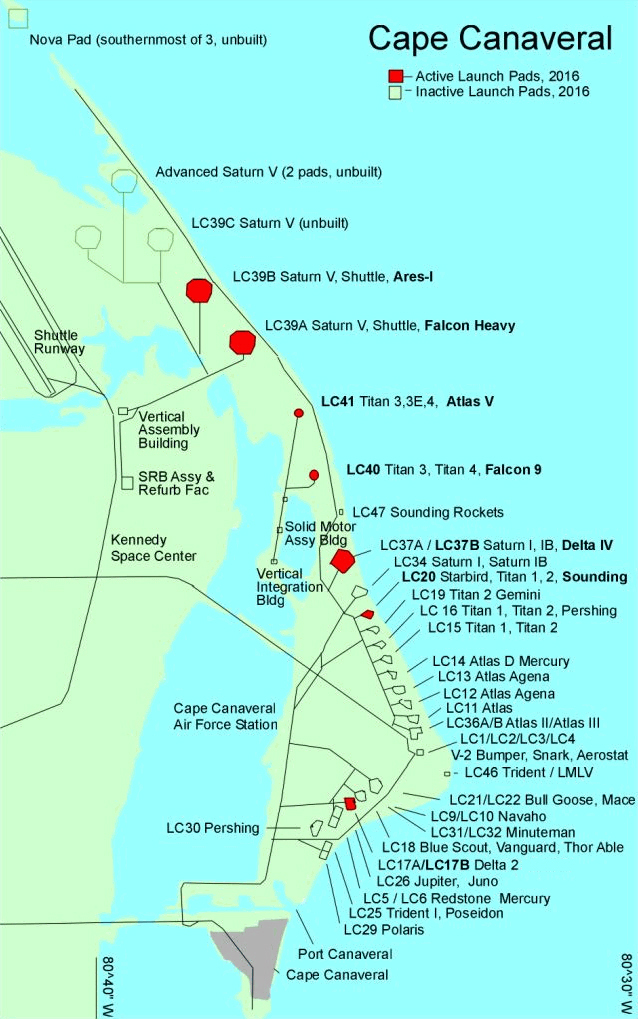
Plan de Cap Canaveral et du centre spatial Kennedy.

Au cours de sa carrière, la Saturn IB décolla depuis trois pas de tir. Ses premiers vols destinés aux essais de la fusée et aux vaisseaux du programme Apollo ont eu lieu depuis les pas LC-37 et LC-34, situés à Cap Canaveral, et les vols Skylab depuis le LC-39 du centre spatial Kennedy.

### Launch Complex 34

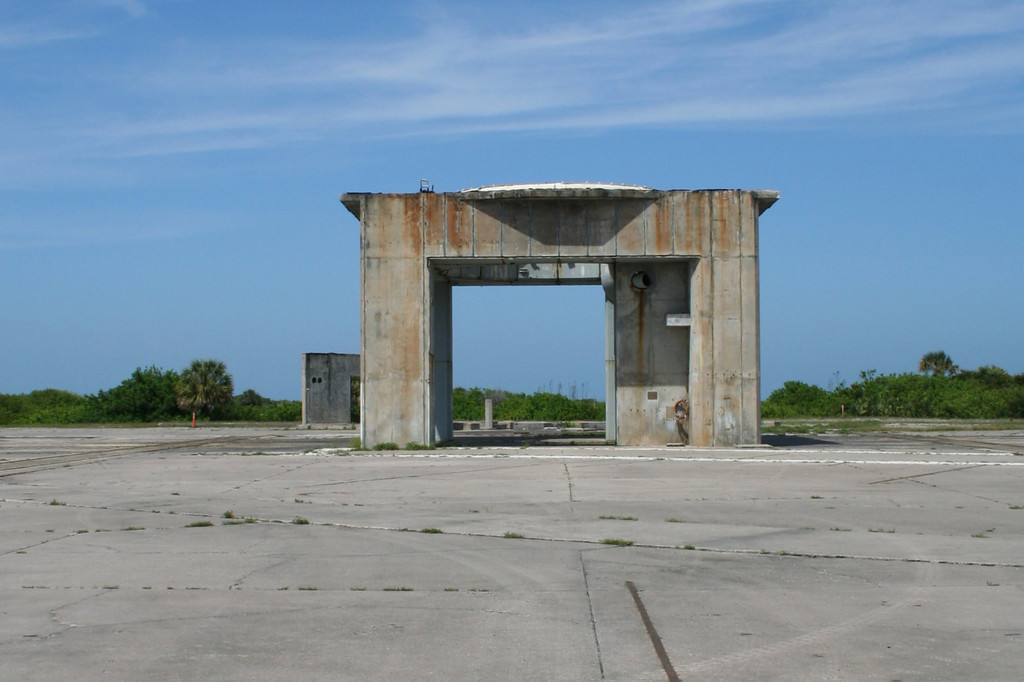
La table de lancement du LC-34 en 2010.

Pour accueillir les premiers lancements de Saturn IB, une reconstruction complète du pas de tir LC-34 était nécessaire. Il était actuellement utilisé pour les lancements de Saturn I Block I dont le dernier vol en date, SA-4, a eu lieu en mars 1963. Le pas de tir a été mis en réserve en cas de nécessité pour les Saturn I Block II. Plusieurs modifications ont été apportées : l'ancienne structure de service du LC-34 a été presque entièrement reconstruite. Auparavant ouverte aux courants d'air, elle était désormais équipée de portes anti-ouragan et de quatre enceintes de silos étanches. Des piliers d'ancrage ont été renforcés pour maintenir la structure de service en place au-dessus de la plateforme. Les modifications comprenaient également huit plates-formes de service réglables verticalement et de nouvelles machines de levage mobiles. Sur la tour ombilicale, les bras ont été reconstruits pour répondre aux dimensions de la nouvelle fusée ; les essais ont été achevés en juin 1965. Les astronautes embarqueraient dans le module de commande par un nouveau bras au niveau de 67 mètres. L'ajout comprenait une salle blanche pour contrôler la température et la propreté à l'intérieur du module. Bien que l'AS-201 soit un vol non habité, le complexe de lancement est équipé d'un système de contrôle humain dans presque tous les aspects.
L'évolution de Saturn I à IB impliquait des besoins en ergols plus importants, avec notamment une augmentation de la quantité d'hydrogène liquide de 130 % pour le remplacement du S-IV par le S-IVB. Des modifications majeures ont été apportées aux installations de stockage des ergols du LC-34. Les réservoirs principaux de RP-1 ont été ré-isolés et le système d'hydrogène liquide a été agrandi. Un nouveau système de contrôle des réservoirs a permis de charger les ergols aux niveaux prescrits et de maintenir ces niveaux jusqu'au décollage. Les exigences pneumatiques impliquaient la modification des installations d'azote et d'hélium gazeux à haute pression et la construction d'un système d'hydrogène gazeux.

### Launch Complex 39

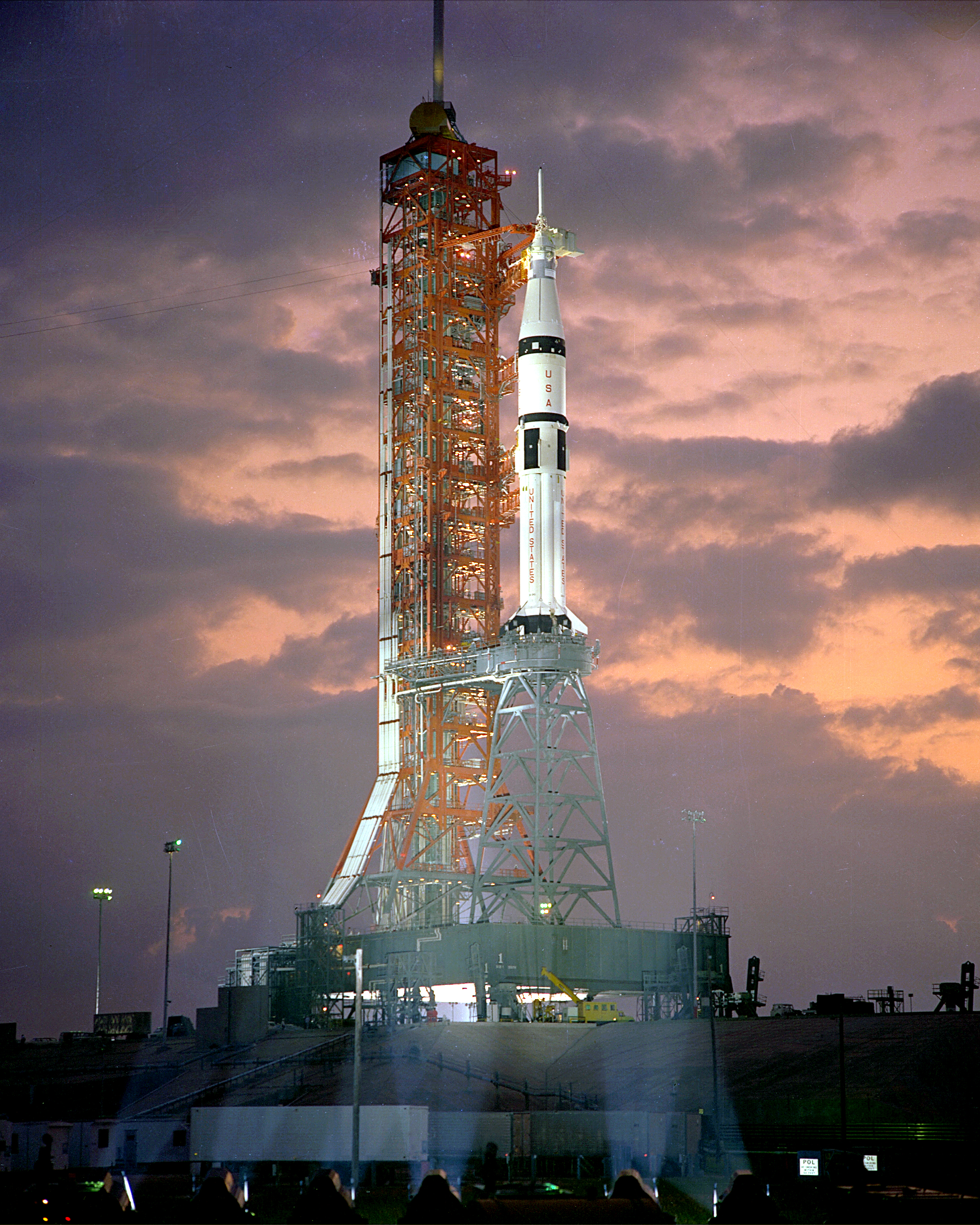
Saturn IB monté sur sa plateforme surélevée.

Le Complexe de lancement 39 étant aménagé pour la Saturn V beaucoup plus grande, Saturn IB, dont l'étage supérieur est le même, utilise une plateforme surélevée métallique lui permettant de se retrouver au même niveau que Saturn V, pouvant ainsi utiliser les mêmes connexions de la tour de lancement, soit l'accès de l'équipage, le ravitaillement et les connexions électriques au sol de l'étage supérieur et du vaisseau Apollo. Les bras d'accès au deuxième étage de la tour sont modifiés pour desservir le premier étage S-IB.

## Déroulement du lancement des missions Skylab & ASTP

### Assemblage de la fusée

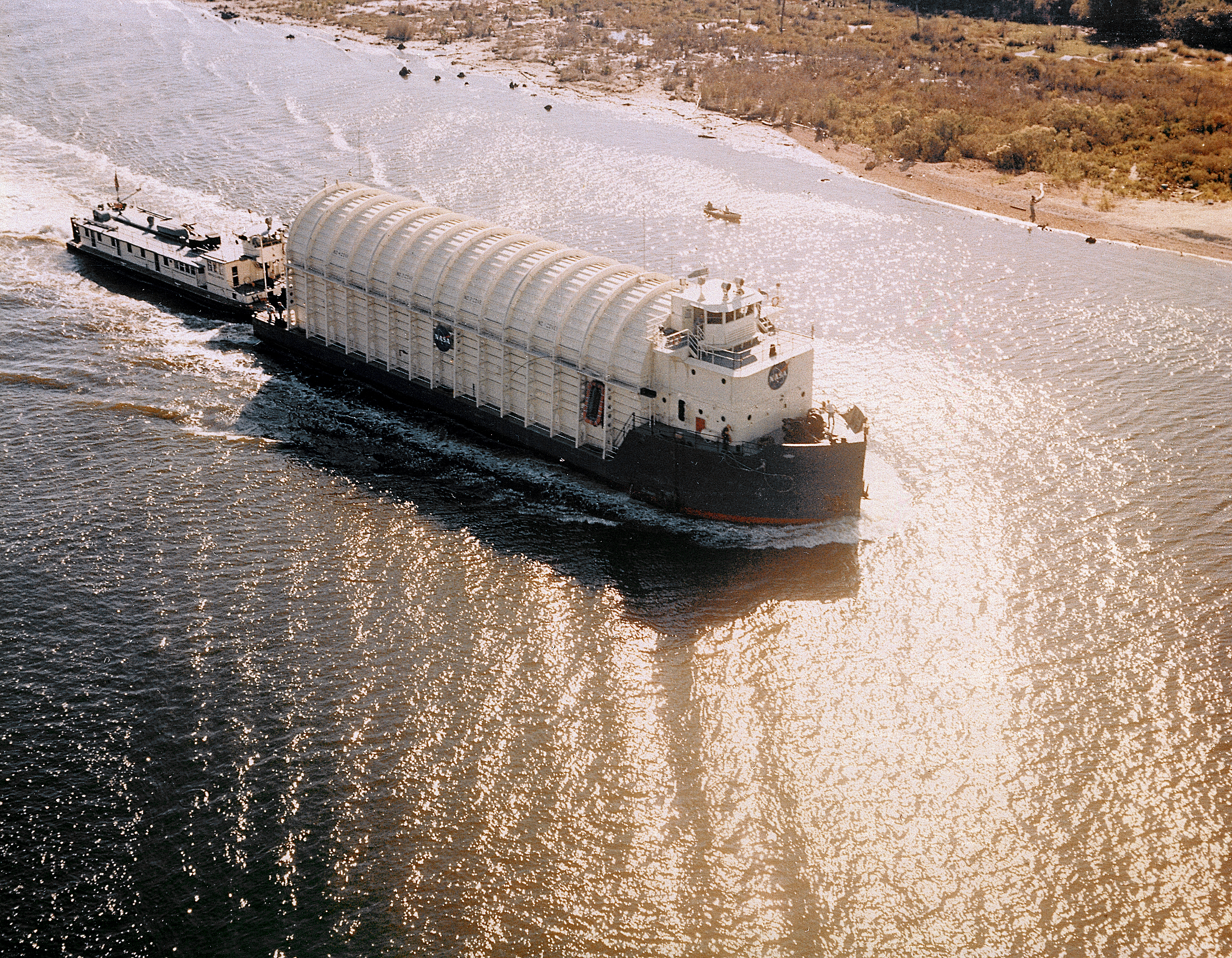
Transport d'un S-IB par voie fluviale au centre de vol spatial Marshall.

L'étage S-IB est fabriqué et assemblé au Michoud Assembly Facility, près de la Nouvelle-Orléans, en Louisiane. Le S-IB est transporté par barge fluviale de l'installation Michoud au centre de vol spatial Marshall de Huntsville pour des essais statiques, puis il est renvoyé à Michoud pour une vérification post-statique. De là, l'étage est transféré par barge fluvio-maritime au Kennedy Space Center (KSC). L'étage S-IVB est fabriqué et assemblé à Huntington Beach, en Californie. Il est transféré au centre d'essais de Sacramento pour des tirs statiques et des vérifications, puis il est envoyé au KSC par avion. La case à équipements est fabriquée et assemblée également à Huntsville. Après vérification à l'installation de Huntsville, elle est emballée dans des conteneurs environnementaux spéciaux et transférée par air (Super Guppy) ou par eau au KSC.

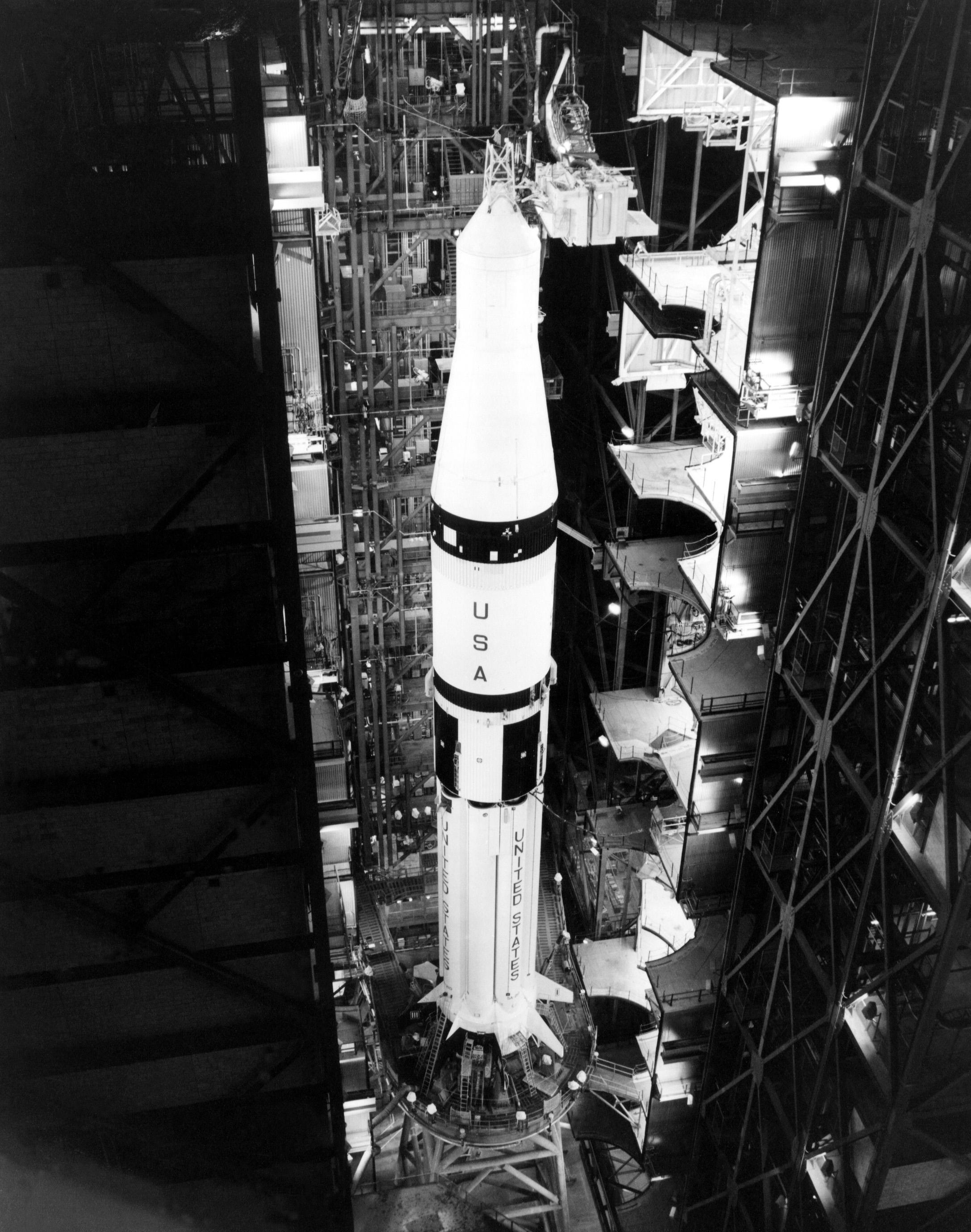
Saturn IB dans le Vehicle Assembly Building (SA-210 de Apollo-Soyouz)

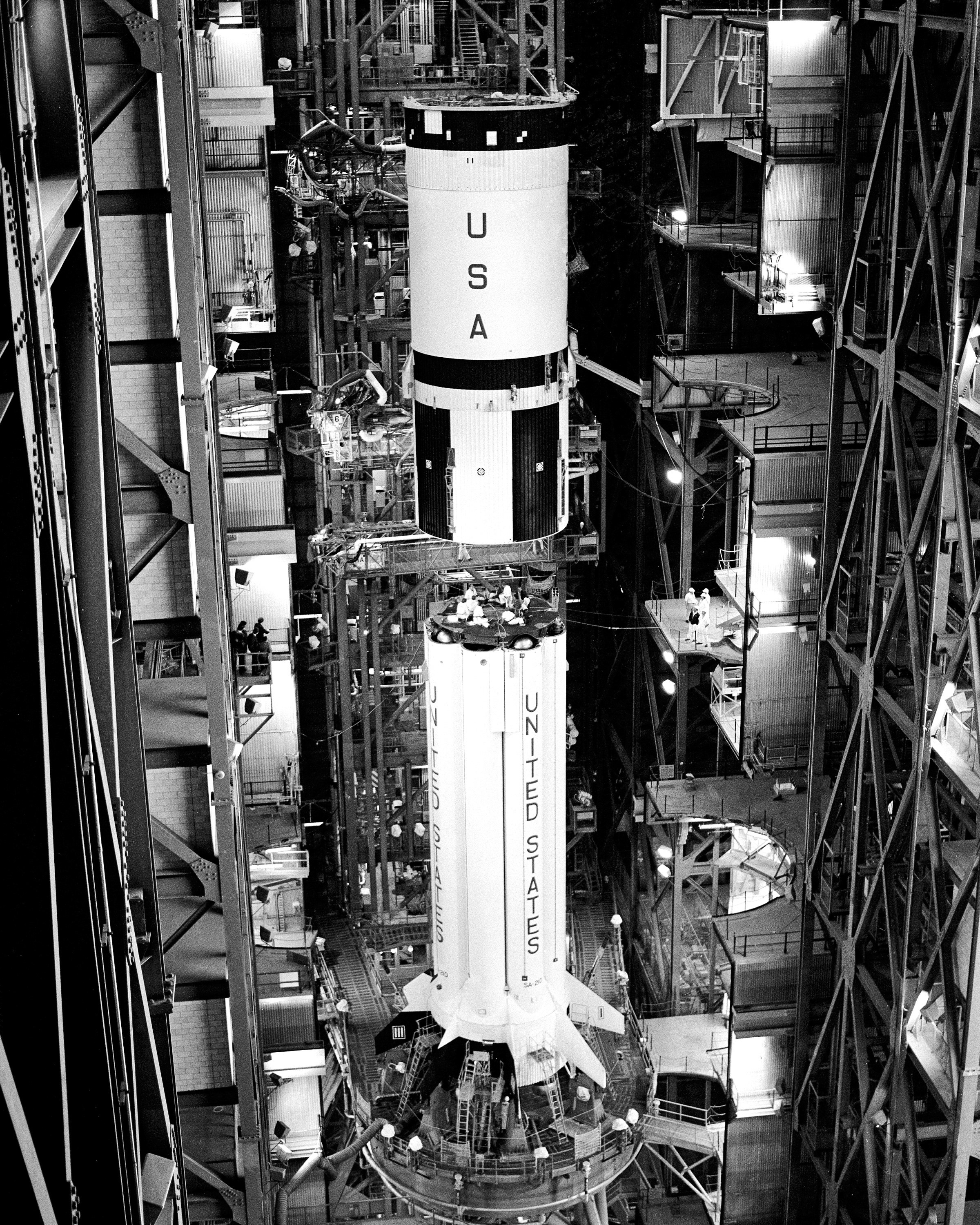
Processus d'accouplement entre le S-IVB et le S-IB (SA-210 de Apollo-Soyouz)

À leur arrivée dans le Vehicle Assembly Building (VAB), les deux étages de la fusée sont distribués dans leur atelier respectif. Le S-IVB est acheminé à la partie basse du VAB, tendit que le S-IB va à la partie haute. Le S-IVB subit alors une inspection du réservoir de carburant, un test d'étanchéité du moteur J-2, une vérification du système hydraulique et des vérifications électriques du capteur de niveau de propergol. Le S-IB subit quant à lui la vérification de l'accouplement des étages, les essais des systèmes d'étage, les essais intégrés du lanceur, les essais globaux du véhicule spatial et un essai en vol simulé. Les activités de vérification sur le S-IB sont réalisées à l'aide des consoles de la salle de tir, du complexe informatique et de l'équipement d'affichage.
L'étage S-IB est par la suite fixé sur la plateforme de lancement mobile, et les ombilicaux sont reliés aux interfaces du S-IB. Des vérifications avant la mise sous tension et lors de la mise en service sont effectuées pour assurer la continuité électrique, Il subit également la vérification de l'étanchéité des moteurs pneumatiques, du carburant, de l'oxygène liquide et des moteurs H-1. Les vérifications de l'instrumentation et des systèmes de sécurité du champ de tir sont effectuées. Par la suite, le S-IVB est accouplé sur le S-IB, suivit de la case à équipements. Les ombilicaux sont également reliés aux interfaces du S-IVB et de la case à équipements.
Encore de nombreux tests sont effectués sur le lanceur : des contrôles avant et après la mise sous tension sont effectués pour assurer la continuité électrique; les vérifications de l'étanchéité du système hydraulique, de la pressurisation et du système de propulsion auxiliaire du moteur du S-IVB sont effectuées; ou encore les vérifications des systèmes de propulsion, de pressurisation et de sécurité du champ de tir du S-IVB sont effectuées. La case à équipements subit également quelques tests comprenant les vérifications des systèmes de guidage et de navigation. Les vérifications des systèmes de séparation du véhicule, de contrôle du vol, de dysfonctionnement des séquences et de détection d'urgence sont par la suite effectuées. Finalement, la charge utile est accouplée au lanceur.

## Historique des lancements

### Vols d'essais sans équipage
- AS-201 (26 février 1966) — AS-201
Premier vol du Saturn IB et du module de commande et de service Apollo (CSM). Les objectifs du vol d'essai suborbital comprenaient la démonstration des capacités de la fusée Saturn IB, l'intégration réussie des composants de la fusée et de l'engin spatial, le fonctionnement du moteur principal et l'efficacité du bouclier thermique du vaisseau Apollo. Le vol fut globalement une réussite[27].
- AS-203 (5 juillet 1966) — AS-203
Vol d'un Saturn IB sans vaisseaux Apollo L'objectif du vol était s'étudier le comportement de l'hydrogène liquide dans le S-IVB en apesanteur. En effet, les futurs S-IVB destinés aux Saturn V devait se redémarrer une seconde fois en orbite, pour envoyer les vaisseaux Apollo en injection trans-lunaire. Il était donc nécessaire de connaître le comportement de l'hydrogène pour un bon fonctionnement de l'étage. 2 caméras de télévisions ont été installées à l'intérieur de l'étage. L'une a cessé de fonctionner avant même le lancement, mais l'autre a pu transmettre des images du comportement de l'hydrogène dans son réservoir[28].
- AS-202 (25 août 1966) — AS-202
Lors de ce vol, la Saturn IB a transportée avec elle un module de commande et de service Apollo (CSM) pleinement opérationnel. Il s'agit d'un vol suborbital, c'est-à-dire un vol parabolique dans l'espace sans se mettre en orbite. Les objectifs étaient de tester le bouclier thermique et les systèmes de survie du module de commande (CM) ainsi que les piles à combustible et le moteur-fusée du module de service (SM). Après ce test concluant, il est décidé que le prochain vol d'une Saturn IB emporterait un équipage, celui de la mission Apollo 1. Mais le programme Apollo fut bouleversé à la suite de l'accident tragique ayant tué l'équipage de la mission[29].

Lancement de AS-201 (à gauche), de AS-203 (au centre) et de AS-202 (à droite)
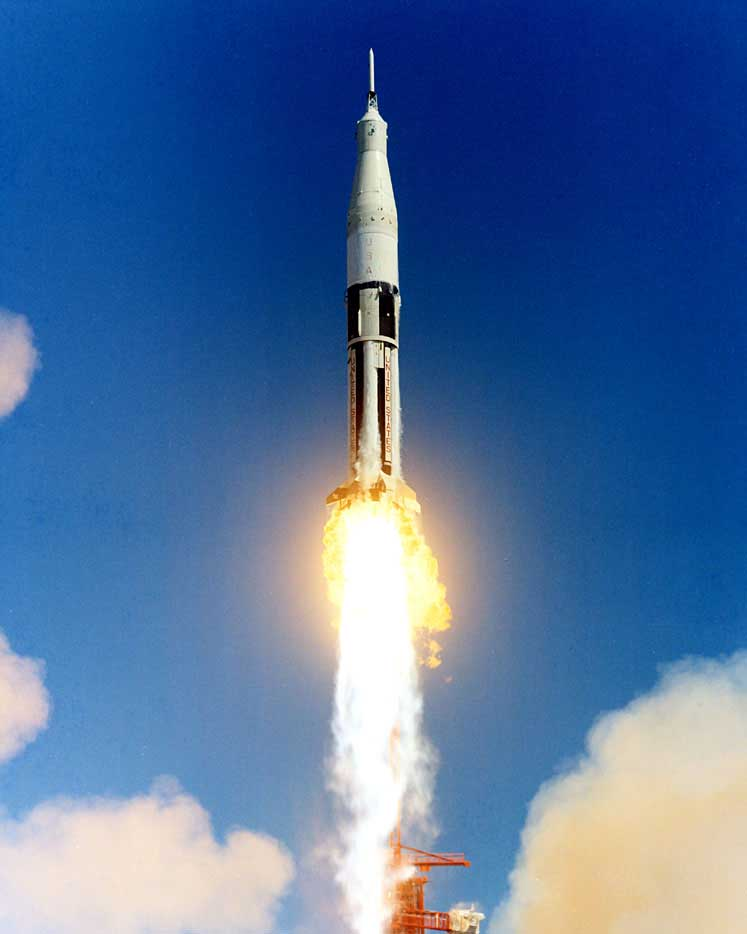
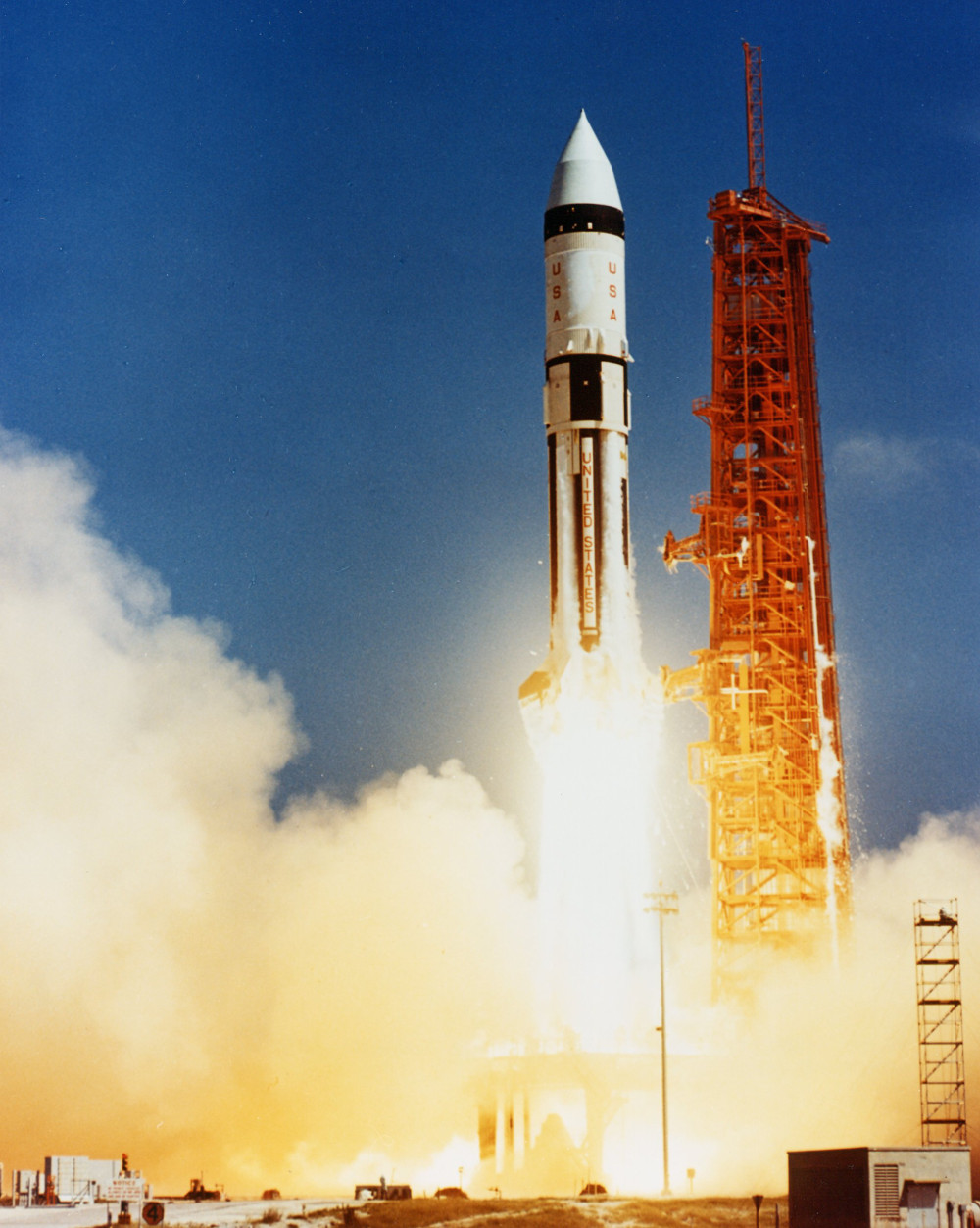
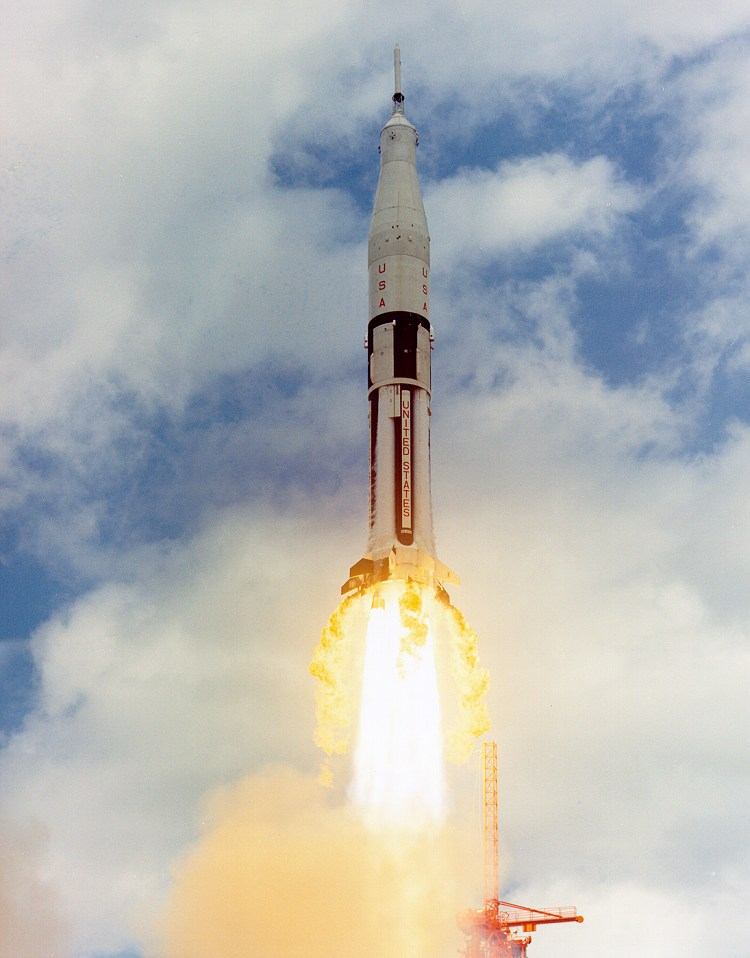

### Les missions Apollo

Lancement d'Apollo 5 (à gauche) et d'Apollo 7 (à droite)
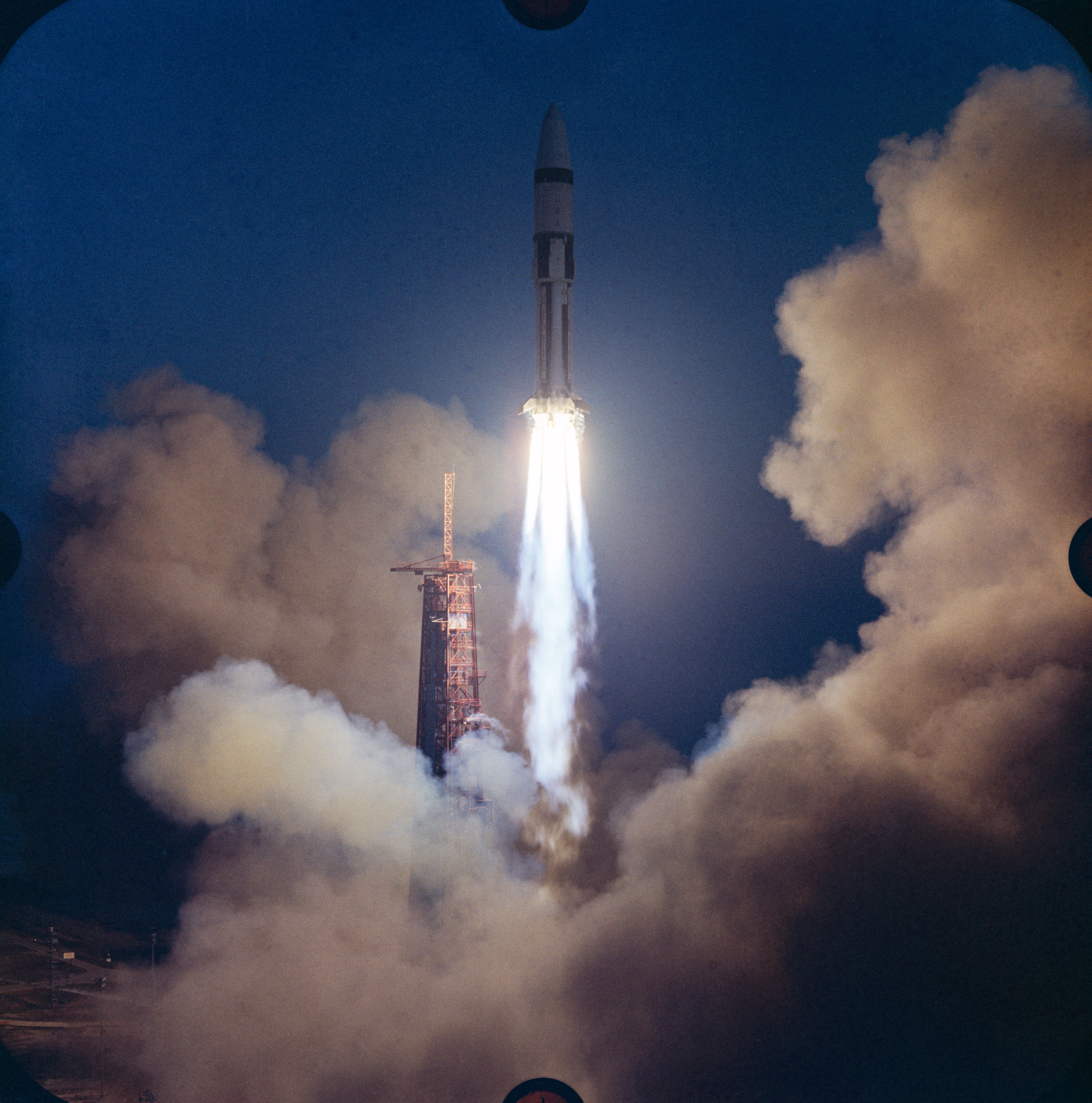
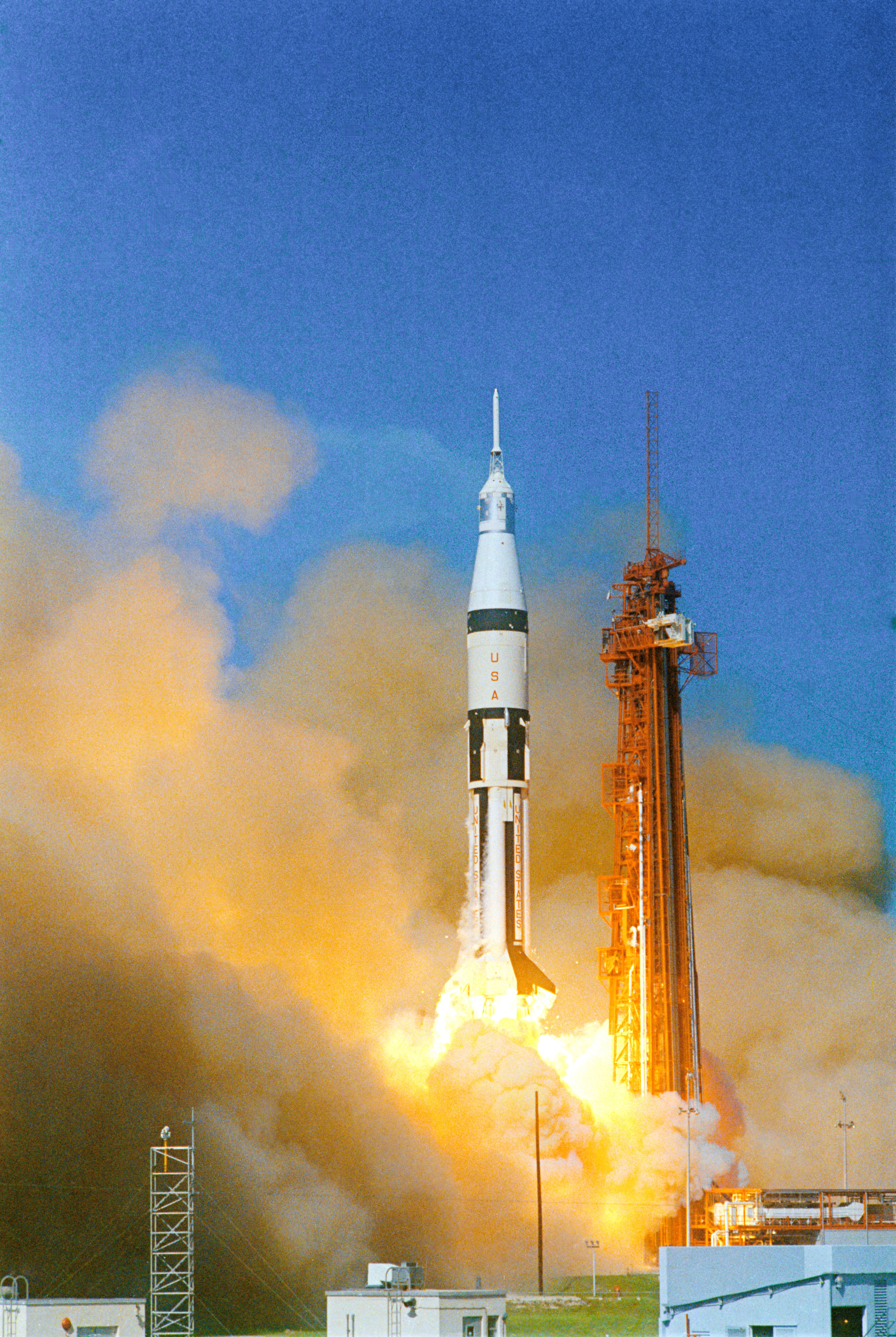

- Apollo 5 (22 janvier 1968) — AS-204
La fusée AS-204, initialement destinée à Apollo 1, emporte avec elle le premier module lunaire Apollo (LEM) « LM-1 » destiné à être testé dans le cadre d'Apollo 5. Aucun équipage n'est à bord. Les tests comprennent la vérification structurelle du module lunaire et sa réaction à l'environnement de lancement ainsi que le test des moteurs de descente et de remontée du vaisseau. Les pattes n'étaient pas présentes lors du vol, car le module n'était pas destiné à atterrir. Même avec quelques difficultés, la mission fut globalement une réussite[30].
- Apollo 7 (11 octobre 1968) — AS-205
Premier vol habité à bord de la Saturn IB. Il emporte avec lui les trois astronautes Wally Schirra, Donn Eisele et Walt Cunningham, pour un voyage de 11 jours autour de la Terre (soit plus qu'une mission Apollo lunaire) à bord d'un module de commande et de service Apollo (CSM), premier de la génération « Block II ». Le vaisseau Apollo n'était pas accompagné de son LEM lors de ce vol. Quelques problèmes sont survenus durant la mission : à la séparation du CSM avec le S-IVB, un des 4 pétales de la coiffe ne s'est pas complètement déployé, ce qui aurait pu condamner la mission si un LEM avait été à bord. Il a été décidé sur les prochains vols de ne plus déployer les panneaux mais de les larguer. Également, Wally tomba malade (rhume) lors de la mission, dégradant l'humeur de l'équipage[31].   - Lancement d'Apollo 5 (à gauche) et d'Apollo 7 (à droite)

### Les missions Skylab
- Skylab 2 (25 mai 1973) — AS-206
Premier vol à destination de Skylab, l'équipage de Skylab 2 est composé des trois astronautes Charles Conrad, Paul J. Weitz et Joseph P. Kerwin. La station Skylab, placé en orbite 11 jours plus tôt, a subi des dégâts désastreux : boucliers météoroïde et thermique se sont arrachés, laissant l'un de ses principaux panneaux solaires coincé fermé et l'autre complètement disparu. L'objectif de Skylab 2 va être notamment de réparer les dégâts par l'intermédiaire de sorties extra-véhiculaire, en installant notamment un parasol temporaire, et d'effectuer des expériences scientifiques, comme notamment l'observation de la Terre, du Soleil, et des expériences médicales[32].
- Skylab 3 (28 juillet 1973) — AS-207
L'équipage de Skylab 3 est composé de Alan L. Bean (un moonwalker), Jack R. Lousma et Owen K. Garriott. Ils ont continué à réparer les dégâts de la station en installant un nouveau parasol, plus permanent, destiné à remplacer le temporaire. Arrivés dans la station, les astronautes présentaient des symptômes de mal des mouvements spatiaux. Un deuxième jeu de propulseurs a commencé à fuir et l'équipage a rapidement coupé ce quad. Avec tous ses problèmes, la NASA se pencha sur une mission de sauvetage dénommé Skylab Rescue, avec un module de commande modifié comportant 5 places au lieu de 3. Le module sera accompagné de Vance D. Brand et de Don L. Lind. Les travaux ont accéléré au Kennedy Space Center pour assembler et préparer une nouvelle Saturn IB (AS-209) pour lancer au plus vite la mission. Finalement, la mission de sauvetage fut annulée, jugeant les astronautes de Skylab 3 aptes à retourner sur Terre par eux-mêmes. Même avec ces accidents, la mission est allée jusqu'au bout[33].
- Skylab 4 (16 novembre 1973) — AS-208

Lancement de Skylab 2 (à gauche), de Skylab 3 (au centre) et de Skylab 4 (à droite)
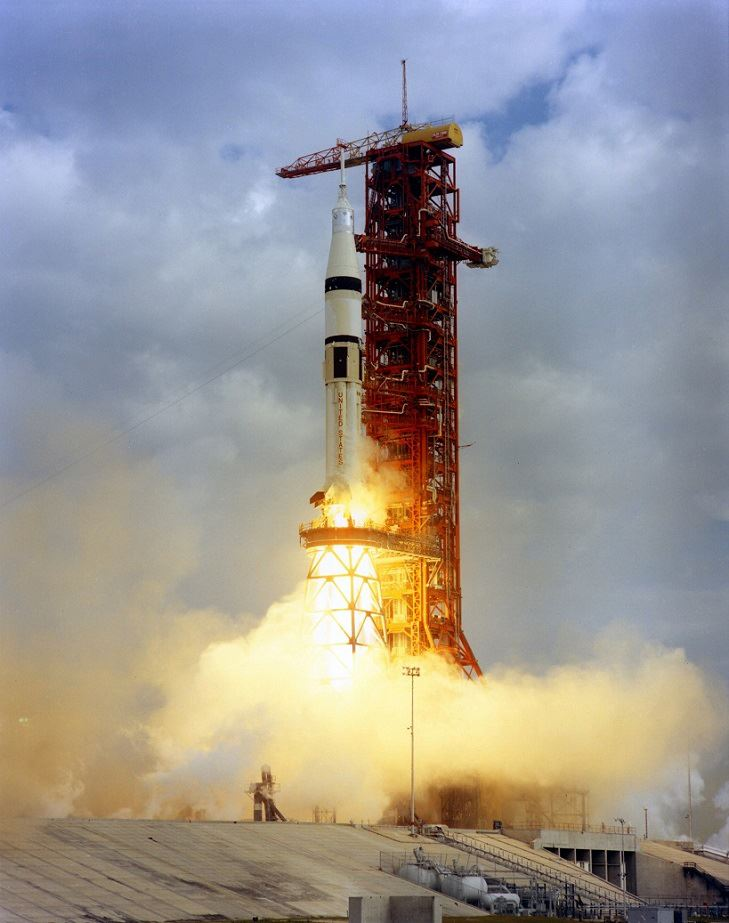
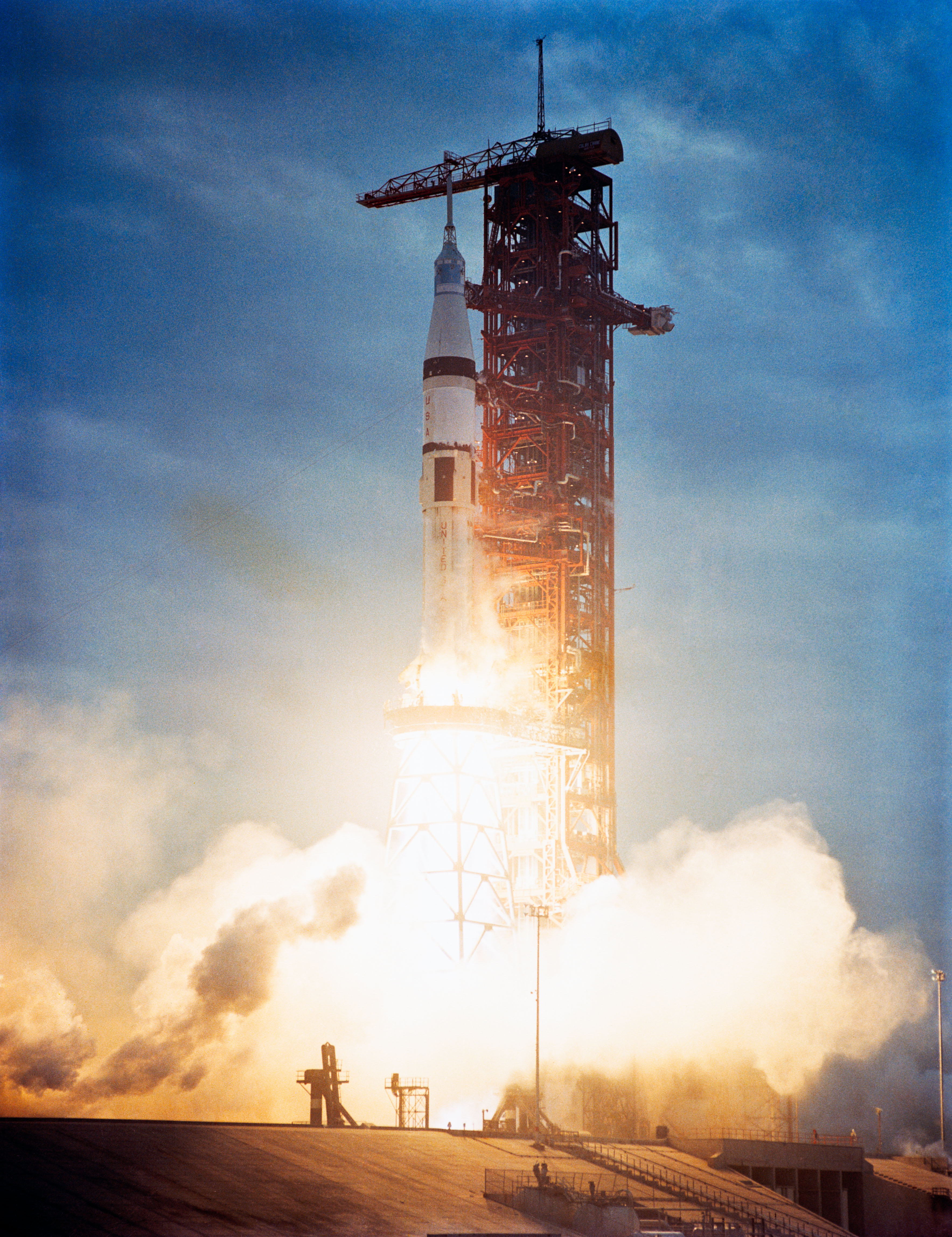
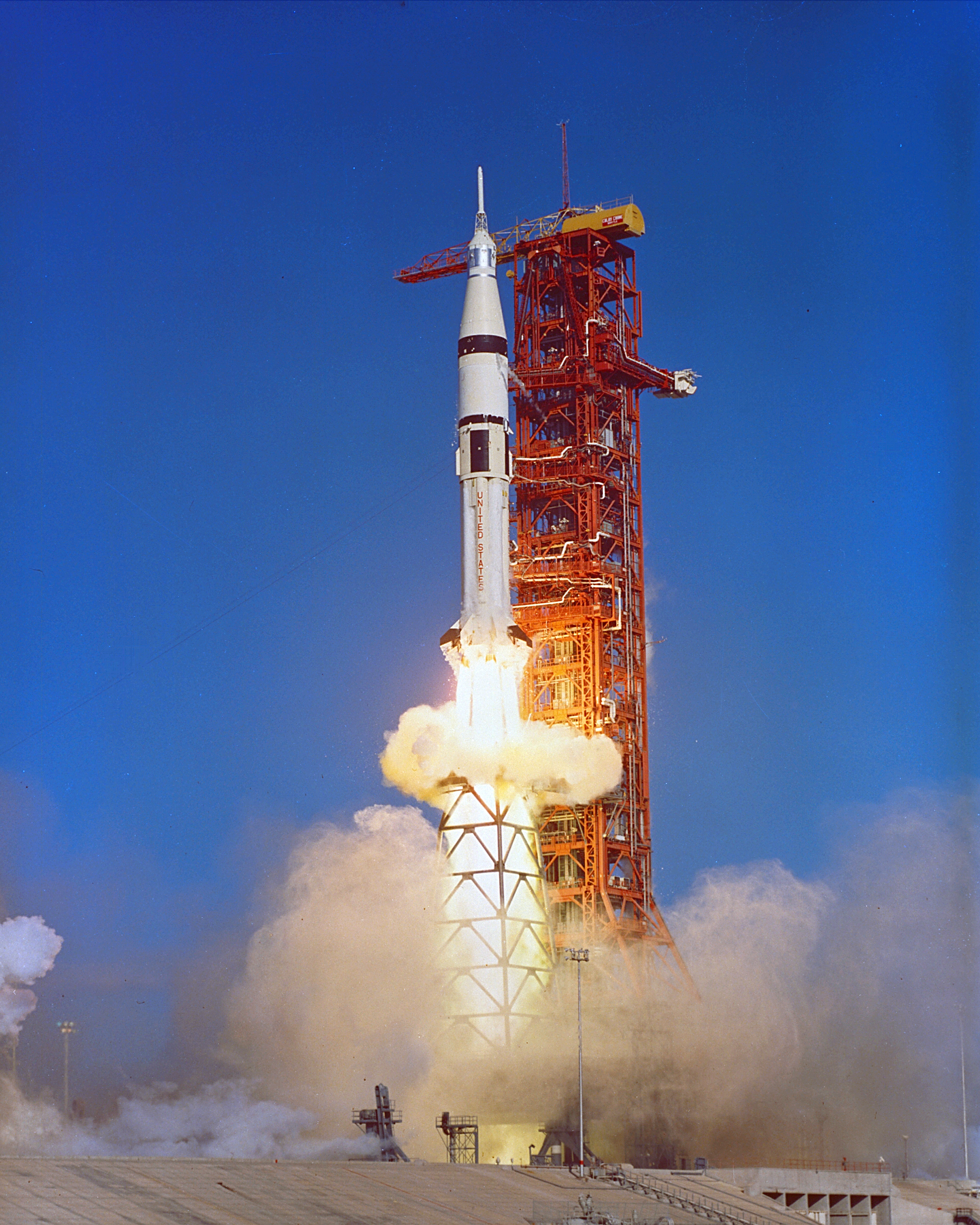

### Apollo-Soyouz
Apollo-Soyouz est une mission conjointe entre États-Unis et Union Soviétique, durant lequel, un vaisseau de chaque nation s'amarre à l'autre. Les deux vaisseaux étaient un CSM Apollo pour les Américains, lancé par la Saturn IB AS-210, et un Soyouz pour les Soviétiques, lancé par le lanceur de même nom. L'objectif de cette mission était de réchauffer les relations entre les deux nations durant la guerre froide.

### Utilisation des exemplaires du lanceur construits
La fusée Saturn IB effectua neuf décollages, tous furent réalisés sans problème.

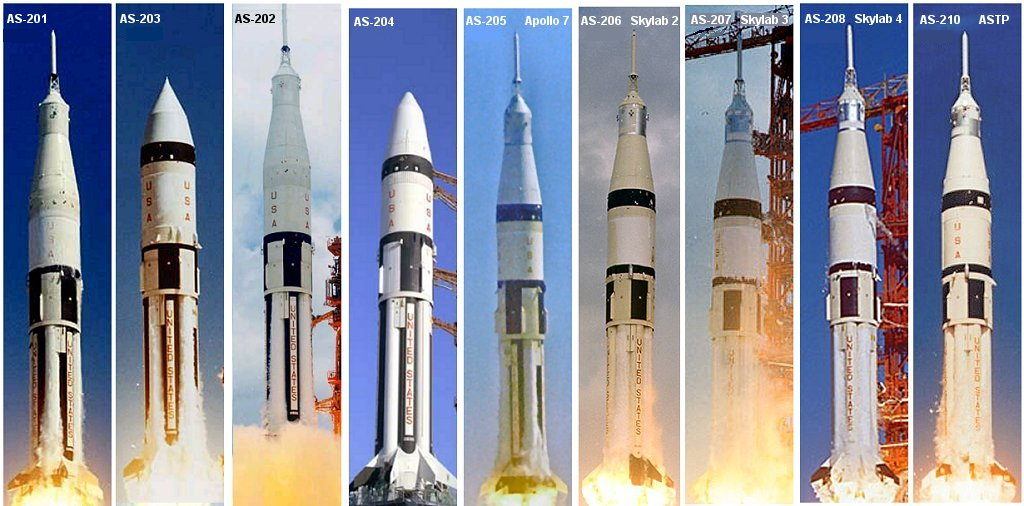
Juxtaposition des tirs de Saturn IB.

| AS-201 | AS-201                                                                          | 26 février 1966                                                                 | Premier vol d'essai. Vol sub-orbital du module de commande/service. | | | |
| AS-203 | AS-203                                                                          | 5 juillet 1966                                                                  | Second vol d'essai. Test de l'étage S-IVB. Suivi pendant 4 orbites. | | | |
| AS-202 | AS-202                                                                          | 25 août 1966                                                                    | Troisième vol d'essai. Second test sub-orbital du module de commande/service. | | | |
| AS-204 | Apollo 5                                                                        | 22 janvier 1968                                                                 | Test du module lunaire. | | | |
| AS-205 | Apollo 7                                                                        | 11 octobre 1968                                                                 | Premier vol habité du programme Apollo avec les astronautes Schirra, Eisele et Cunningham. Validation en vol du vaisseau Apollo. Dernier lancement depuis (LC-34).                                                                                       | | | |
| AS-206 | Skylab 2                                                                        | 25 mai 1973                                                                     | Vol habité Skylab : Conrad, Kerwin, Weitz. Premier lancement depuis LC-39 avec la tour de Saturn V. | | | |
| AS-207 | Skylab 3                                                                        | 28 juillet 1973                                                                 | Second vol habité Skylab : Bean, Garriott, Lousma. | | | |
| AS-208 | Skylab 4                                                                        | 16 novembre 1973                                                                | Troisième et dernier vol habité Skylab : Carr, Gibson, Pogue. | | | |
| AS-209 | Skylab Rescue                                                                   | 1973, 1974                                                                      | Mission de secours Skylab, qui n'eut pas lieu. Exposée au centre spatial Kennedy, avec une copie du module Apollo. Les moteurs du premier étage et le module de service Apollo ont été remplacés par des répliques en 1993-1994 à cause de la corrosion. | Mission de secours Skylab, qui n'eut pas lieu. Exposée au centre spatial Kennedy, avec une copie du module Apollo. Les moteurs du premier étage et le module de service Apollo ont été remplacés par des répliques en 1993-1994 à cause de la corrosion. | Mission de secours Skylab, qui n'eut pas lieu. Exposée au centre spatial Kennedy, avec une copie du module Apollo. Les moteurs du premier étage et le module de service Apollo ont été remplacés par des répliques en 1993-1994 à cause de la corrosion. | Mission de secours Skylab, qui n'eut pas lieu. Exposée au centre spatial Kennedy, avec une copie du module Apollo. Les moteurs du premier étage et le module de service Apollo ont été remplacés par des répliques en 1993-1994 à cause de la corrosion. |
| AS-210 | Apollo-Soyouz                                                                   | 15 juillet 1975                                                                 | Projet de test Apollo-Soyouz : Stafford, Slayton, Brand. 136 orbites. Dernier vol de Saturn IB. | | | |
| AS-211 | Abandonné. Premier étage visible à l'Alabama Welcome Center.                    | Abandonné. Premier étage visible à l'Alabama Welcome Center.                    | Abandonné. Premier étage visible à l'Alabama Welcome Center. | Abandonné. Premier étage visible à l'Alabama Welcome Center. | | |
| AS-212 | Abandonné. Second étage S-IVB converti pour devenir la station spatiale Skylab. | Abandonné. Second étage S-IVB converti pour devenir la station spatiale Skylab. | Abandonné. Second étage S-IVB converti pour devenir la station spatiale Skylab. | Abandonné. Second étage S-IVB converti pour devenir la station spatiale Skylab. | | |
| AS-213 | Abandonné. Seul le premier étage fut construit.                                 | Abandonné. Seul le premier étage fut construit.                                 | Abandonné. Seul le premier étage fut construit. | Abandonné. Seul le premier étage fut construit. | | |
| AS-214 | Abandonné. Seul le premier étage fut construit.                                 | Abandonné. Seul le premier étage fut construit.                                 | Abandonné. Seul le premier étage fut construit. | Abandonné. Seul le premier étage fut construit. | | |

## Les exemplaires du lanceur conservés
En 2022, il y a trois endroits où des Saturn IB (ou des parties de ceux-ci) sont exposés :
- SA-209 est exposé au complexe des visiteurs du Kennedy Space Center, avec le véhicule de vérification des installations Apollo. En raison d'une corrosion importante, les moteurs du premier étage et le module de service ont été remplacés par des copies fabriquées en 1993-94.
- Le S-IB d'SA-211 est exposé avec une maquette d'étage S-IVB empilée dans un état prêt au lancement au Alabama Welcome Center sur l'Interstate 65 à Ardmore, Alabama. 34° 57′ 16″ N, 86° 53′ 31″ O[34],[35].
- le S-IVB d'SA-211 a été accouplé à l'adaptateur d'amarrage sous-marin d'entraînement Skylab et au support de télescope Apollo. Il est exposé dans le Rocket Garden de l'U.S. Space & Rocket Center à Huntsville, Alabama.

Exemplaires survivants
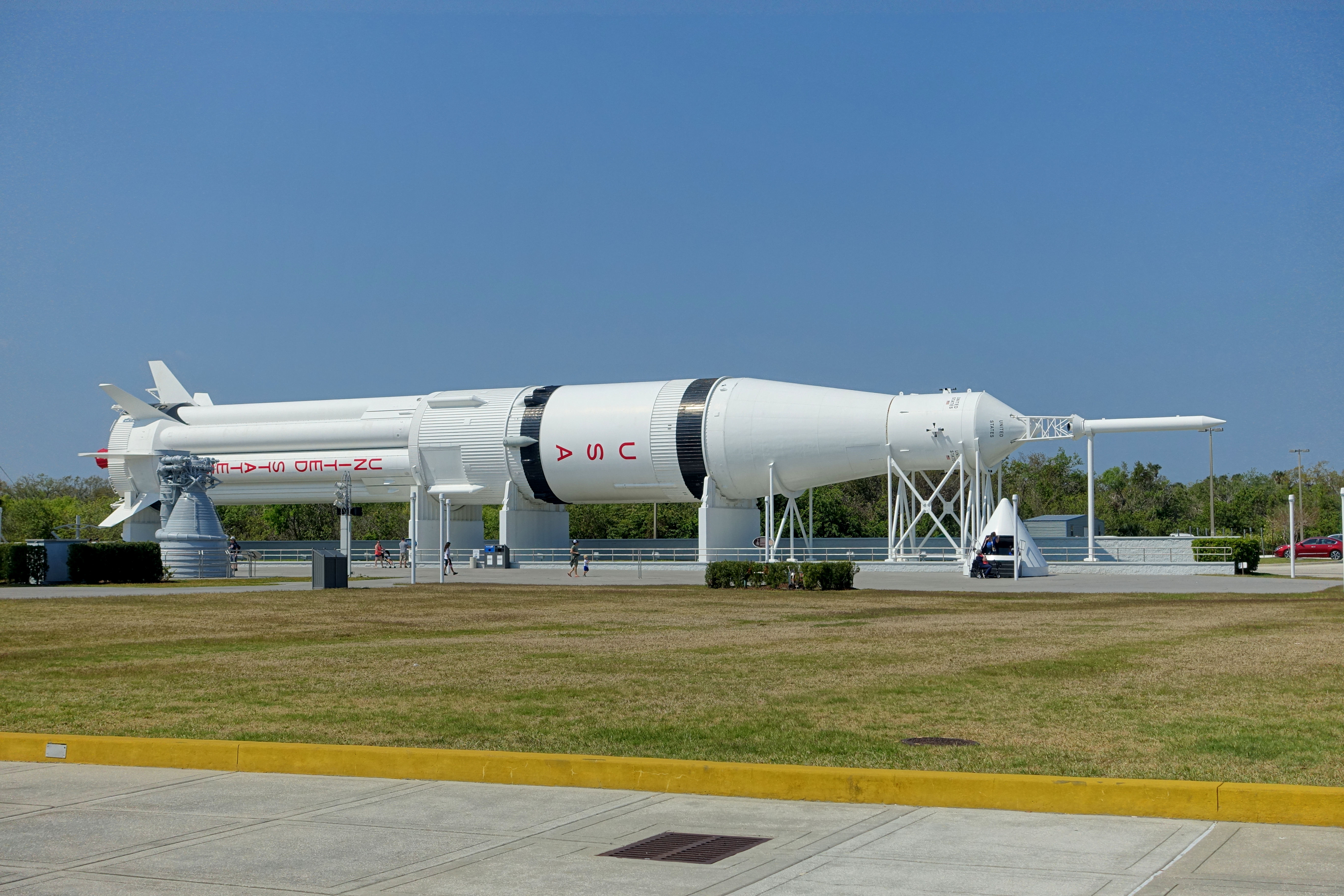
Le AS-209 exposé au Kennedy Space Center.
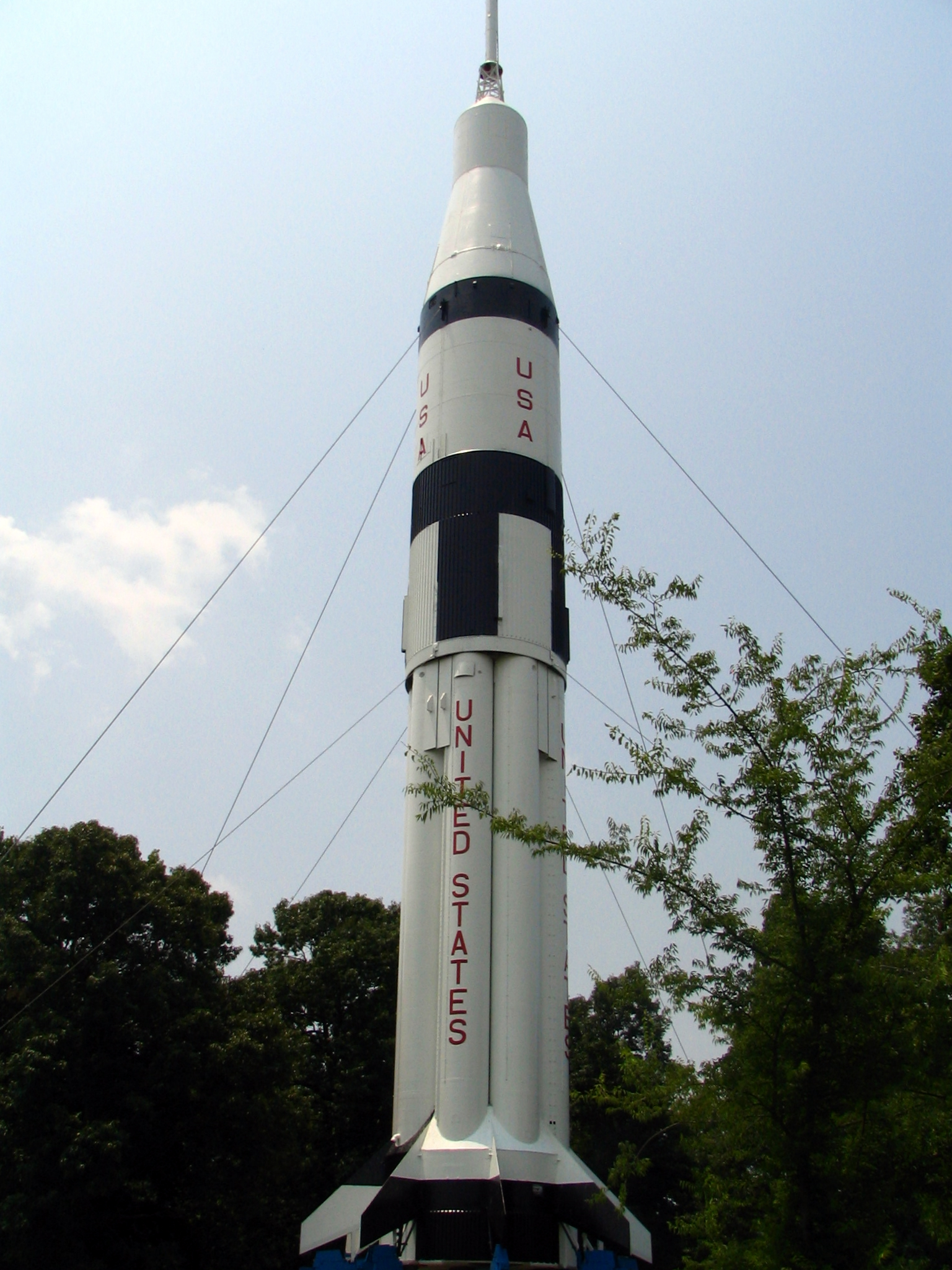
Le S-IVB d'AS-211 exposé au Alabama Welcome Center avec une maquette d'un S-IVB.